# SNH48發行作品列表
SNH48發行作品列表列出SNH48历年来发行的EP、专辑和DVD。

## EP
本列表只顯示SNH48版本EP，其餘姐妹團體的EP可以到BEJ48、GNZ48、SHY48、CKG48閲讀。
| 张           | 發行日                                                                 | 标题                | 發行形式                                     | 產品編號                                                    | 版本 |              |
| 絲芭文化傳媒 | 絲芭文化傳媒                                                           | 絲芭文化傳媒        | 絲芭文化傳媒                                 | 絲芭文化傳媒                                                | 絲芭文化傳媒                                                                                                | 絲芭文化傳媒 |
| ------------ | ---------------------------------------------------------------------- | ------------------- | -------------------------------------------- | ----------------------------------------------------------- | --- | ------------ |
| 1            | 2013年6月13日                                                          | 《无尽旋转》        | CD+DVD CD                                    | SNH000028 SNH000033 SNH000034                               | 红版 蓝版 红版 蓝版                                                                                         |              |
| 2            | 2013年8月2日                                                           | 《飞翔入手》        | CD+DVD                                       | SNH000039 SNH000041                                         | 普通版 豪华版                                                                                               |              |
| 3            | 2013年11月25日 2013年11月29日                                          | 《愛的幸運曲奇》    | CD+DVD                                       | SNH000225 SNH000237                                         | 北京版 上海版                                                                                               |              |
| 4            | 2014年3月12日                                                          | 《心電感應》        | CD+DVD                                       | SNH000451                                                   | 標準版 |              |
| 5            | 2014年10月12日                                                         | 《呜吒》            | CD+DVD CD                                    | 待查                                                        | 標準版-A版 標準版-B版 捐赠版                                                                                |              |
| 6            | 2015年1月15日                                                          | 《青春的约定》      | CD                                           | SNH001404                                                   | 標準版 |              |
| 7            | 2015年3月28日                                                          | 《雨季之後》        | CD+DVD                                       | SNH001599                                                   | 標準版 |              |
| 8            | 2015年5月8日 2015年5月15日 2015年6月10日                               | 《盛夏好声音》      | CD+DVD CD                                    | SNH001812 SNH001856 SNH002027 SNH002028                     | 精装版 标准版 普通应援版 全员应援版                                                                         |              |
| 9            | 2015年10月12日 2015年10月20日 2015年10月29日                           | 《万圣节之夜》      | CD 無 CD+DVD CD                              | SNH002624 SNH002625 SNH002626 SNH002726                     | 標準版 捐贈版 精裝版 重磅版                                                                                 |              |
| 10           | 2015年12月28日                                                         | 《新年的鐘聲》      | CD+DVD 無                                    | SNH002991 SNH002992                                         | 標準版 捐贈版                                                                                               |              |
| 11           | 2016年3月25日                                                          | 《源動力》          | CD 無                                        | SNH1100000 SNH1100001                                       | 標準版 捐贈版                                                                                               |              |
| 12           | 2016年5月18日 2016年5月20日 2016年6月10日 2016年6月18日                | 《夢想島》          | CD+DVD CD 無 CD                              | SNH1100000 SNH1100001 SNH1100000                            | 精裝版 標準版 捐贈版 标准应援版 全员应援版                                                                  |              |
| 13           | 2016年10月11日 2016年10月12日 2016年10月24日                           | 《公主披風》        | CD+DVD CD 無 CD                              | SNH11100334 SNH11100335 SNH11100334                         | 精装版 标准版-A版 标准版-B版 捐贈版 重磅版                                                                  |              |
| 14           | 2016年12月20日                                                         | 《新年這一刻》      | CD 無                                        | SNH11100493                                                 | 標準版 捐贈版                                                                                               |              |
| 15           | 2017年3月17日                                                          | 《彼此的未來》      | CD 無                                        | SNH11100588                                                 | 標準版 捐贈版                                                                                               |              |
| 16           | 2017年5月17日 2017年5月19日 2017年5月28日 2017年6月9日 2017年6月19日   | 《夏日檸檬船》      | CD+DVD CD 無 CD 無 CD                        | SNH11100715 SNH11100714 SNH11100713 SNH11100727 SNH11100750 | 精裝版 標準版-A版（兩種封面版本） 標準版-B版（兩種封面版本） 捐贈版 剧场版 剧场捐赠版 标准应援版 全员应援版 |              |
| 17           | 2017年10月18日 2017年10月19日 2017年11月6日                            | 《那不勒斯的黎明》  | CD-A版 CD-C版 CD-A版 CD-B版 CD-C版 無 CD-A版 | SNH11100989 SNH11100990 SNH11100991 SNH11101030             | 精装TOP1-32版 精装TOP33-66版 标准版-A版 标准版-B版 标准版-C版 捐贈版 重磅版                                 |              |
| 18           | 2017年12月24日                                                         | 《甜蜜盛典》        | CD 無                                        | SNH11101110                                                 | 標準版 捐贈版                                                                                               |              |
| 19           | 2018年3月26日                                                          | 《未来的乐章》      | CD 無                                        | SNH11101692                                                 | 標準版 捐贈版                                                                                               |              |
| 20           | 2018年5月15日 2018年5月17日 2018年5月28日 2018年6月8日 2018年6月18日   | 《森林法则》        | CD+DVD CD 無 CD 無 CD                        | SNH11101777 SNH11101778 SNH11101806 SNH11101850             | 精装版 标准版-A版 标准版-B版 捐贈版 剧场标准版 剧场捐赠版 标准应援版 全员应援版                             |              |
| 21           | 2018年10月10日 2018年10月19日                                          | 《魔女的诗篇》      | CD 無 CD                                     | SNH11102040 SNH11102041 SNH11102071 SNH11102072 SNH11102073 | 标准A版 捐赠A版 捐赠B版 标准B版 EP精装A版 EP精装B版 重磅版 标准版A+版                                       |              |
| 22           | 2018年12月20日                                                         | 《此刻到永远》      | CD 无                                        | SNH11102196                                                 | 标准版 捐赠版                                                                                               |              |
| 23           | 2019年3月20日                                                          | 《我们的旅程》      | CD 无                                        | SNH11102268                                                 | 标准版 捐赠版 网络版                                                                                        |              |
| 24           | 2019年5月25日                                                          | 《那年夏天的梦》    | CD 无 CD 无 CD                               | SNH11102384 SNH11102385 SNH11102397 SNH11102398 SNH11102399 | 标准版 捐赠版 剧场版-标准版 剧场版-捐赠版 精装A版 精装B版 应援版                                            |              |
| 25           | 2019年9月24日 2019年9月21日 2019年10月8日 2019年9月21日 2019年10月14日 | 《時間的歌》        | CD×2 CD 无 CD 无                             | SNH11102592 SNH11102595 SNH11102592 SNH11102630             | 精装版 标准A版（时间的歌版本） 标准B版（勇不勇敢版本） 捐赠版 重磅版 重磅捐赠版                             |              |
| 26           | 2019年12月28日                                                         | 《青春之翼》        | CD 无                                        | SNH11102764                                                 | 标准版 捐赠版                                                                                               |              |
| 27           | 2020年6月13日                                                          | 《天晴了》          | 无 CD 无 CD                                  | SNH11102856 SNH11102858 SNH11102859 SNH11102874             | 标准版 标准捐赠版 剧场版 剧场捐赠版 全员应援版 网络应援版                                                   |              |
| 纪念 EP      | 2020年9月3日 2020年9月7日                                              | 《Take Me》         | CD 無 CD                                     | SNH11102972                                                 | 標準版 捐贈版 成员个人限定珍藏版                                                                            |              |
| 28           | 2020年10月19日                                                         | 《F.L.Y成長三部曲》 | CD 无 CD                                     | SNH11103053 SNH11103054 SNH11103055 SNH11103058 SNH11103065 | 精装版 标准A版 捐赠版 重磅捐赠版 标准B版 网络重磅版                                                         |              |
| 29           | 2021年5月26日                                                          | 《怦然心动》        | 2本写真集 CD 无 CD 无                        | SNH11103377 SNH11103406 SNH11103479                         | 精装版 标准版 捐赠版 全员应援版 网络应援版 全年通用标准版 全年通用捐赠版                                    |              |
| 30           | 2021年10月13日                                                         | 《花戎》            | 写真集 CD 无 CD                              | SNH11103635 SNH11103636 SNH11103637 SNH11103638             | 精装版 标准A版 捐赠版 标准B版 重磅版                                                                        |              |
| 31           | 2022年6月25日                                                          | 《海砂》            | 无 CD 无                                     |                                                             | 典藏版 全员应援版 标准版 捐赠版                                                                             |              |
| 32           | 2022年10月21日                                                         | 《絲路》            | 写真集 CD 无 CD                              |                                                             | 精装版 标准A版 标准B版 捐赠版 重磅版                                                                        |              |
| 33           | 2023年5月20日                                                          | 《爱的回响》        | CD 无 CD                                     |                                                             | 标准版 捐赠版 精装版 应援版                                                                                 |              |

### EP内容
其餘EP内容：
1、无尽旋转／2、飛翔入手 (SNH48 EP)／3、愛的幸運曲奇／4、心電感應 (SNH48 EP)／5、呜吒／6、青春的约定／7、雨季之後／8、盛夏好声音／9、万圣节之夜／10、新年的鐘聲／11、源動力／12、夢想島／13、公主披风／15、彼此的未來／16、夏日柠檬船／17、那不勒斯的黎明／21、魔女的诗篇
簡介
《新年这一刻》（英語：Happy Wonder World）是SNH48的第十四张EP，也是SNH48全新的新春贺岁EP，首張主題新年EP，由S队、N队、H队、X队、XII五队成员组成选拔，代表SNH48为粉丝们送上新年的祝福。值得一提的是，SNH48 Group年底登上各大衛視跨年晚會，《新年这一刻》成為各大衛視跨年晚會的壓轴曲。
收錄曲目
| CD       | CD                         | CD       | CD         | CD         | CD    |
| 曲序     | 曲目                       |          | 作曲       | 编曲       | 时长  |
| -------- | -------------------------- | -------- | ---------- | ---------- | ----- |
| 1.       | 新年这一刻（选拔组）       | 甘世佳   | Shaliponte | Shaliponte | 4:08  |
| 2.       | Burning Up（Team SII）     | 刘捷     | OKBOYS     | OKBOYS     | 3:13  |
| 3.       | Brave Heart（Team NII）    | 刘捷     | OKBOYS     | OKBOYS     | 4:02  |
| 4.       | 倒转魔法师（Team HII）     | 刘捷     | Shaliponte | Shaliponte | 3:36  |
| 5.       | 关于甜蜜的愿望（Team X）   | 刘捷     | OKBOYS     | OKBOYS     | 4:30  |
| 6.       | 钟声过后是乐园（Team XII） | 甘世佳   | Shaliponte | Shaliponte | 4:24  |
| 总时长： | 总时长：                   | 总时长： | 总时长：   | 总时长：   | 23:53 |

選拔成員
新年这一刻
（Center：曾艳芬）
- Team SII：許佳琪、袁雨桢
- Team NII：馮薪朵、萬麗娜、曾艷芬
- Team HII：劉炅然、孙珍妮（初選拔）、谢妮、许杨玉琢、杨惠婷
- Team X：宋昕冉、杨韫玉、張丹三
- Team XII：費沁源（初選拔）、洪珮雲、於佳怡（初選拔）

曾艷芬首次擔任Center。
MV在韓國首爾市拍攝。
Burning Up
（Center：張語格）
- Team SII：陳觀慧、陳思、戴萌、蔣芸、孔肖吟、李宇琪、莫寒、錢蓓婷、孫芮、吳哲晗（兼任Team X）、徐晨辰、許佳琪、徐子軒、袁丹妮（兼任Team HII）、袁雨楨、張語格

Brave Heart
（Center：黃婷婷）
- Team NII：陳佳瑩、陳問言、馮薪朵、龔詩淇、黃婷婷、何曉玉、江真儀、陸婷、李藝彤、萬麗娜、許逸、易嘉愛、趙粵、周怡、曾艷芬、張雅夢

鞠婧禕、羅蘭、林思意不参与录制。
倒转魔法师
（Center：許楊玉琢）
- Team HII：郝婉晴、劉炅然、林楠、劉佩鑫、李清揚、沈夢瑤、孫珍妮、王柏碩、吳燕文、徐晗、謝妮、徐伊人、許楊玉琢、袁航、楊惠婷、張昕

陳怡馨、王璐不参与录制。
关于甜蜜的愿望
（Center：張丹三）
- Team X：陳琳、馮曉菲（兼任Team SII）、李晶、李釗、祈靜、邵雪聰、宋昕冉、孫歆文、汪佳翎、汪束、王曉佳、謝天依、楊冰怡、楊韞玉、張丹三、張嘉予

張韻雯不参与录制。
钟声过後是乐园
（Center：費沁源）
- Team XII：陳音、陳韞凌、費沁源、洪珮雲、姜杉、蔣舒婷、李佳恩、呂夢瑩、劉增艷、潘瑛琪、宋雨珊、嚴佼君、於佳怡、鄒佳佳、張文靜、張怡

簡介
《甜蜜盛典》（英語：Sweet Festival）是中國偶像組合SNH48的第18張EP，同時也是SNH48 Group为庆祝2018年新年的贺岁EP。作为整张EP的同名主打曲，《甜蜜盛典》由SNH48携姐妹团BEJ48、GNZ48、SHY48、CKG48成员一起演绎。这也是SNH48 Group五团首度集结拍摄同一支MV，希望用这种团圆的感觉为整首MV塑造一个温暖的基调。EP由「上海迪士尼度假區」冠名，《甜蜜盛典》的MV于上海迪士尼拍摄，梦幻乐园遇上元气少女，让这首MV甜蜜加倍，温暖加码。
本作同时作为BEJ48、GNZ48的第5张、SHY48的第2张、CKG48的首张EP发行。
單曲中的《好運來》仅收錄于SNH48发行的版本。
收錄曲目
| CD       | CD                            | CD            | CD              | CD              | CD    |
| 曲序     | 曲目                          |               | 作曲            | 编曲            | 时长  |
| -------- | ----------------------------- | ------------- | --------------- | --------------- | ----- |
| 1.       | 甜蜜盛典（SNH48 Group选拔组） | 甘世佳        | ASPJ            | ASPJ            | 4:39  |
| 2.       | 好运来（SNH48选拔组、祖海）   | 车行          | 戚建波          | 张宏光          | 3:11  |
| 3.       | 小团圆（SNH48猜拳选拔组）     | 甘世佳        | Mcflied chicken | Mcflied chicken | 4:34  |
| 4.       | 最初的祝愿（BEJ48）           | 林乔          | 7KEY            | 7KEY            | 3:54  |
| 5.       | 不见不散（GNZ48）             | Hsin LI、田纳 | Hsin LI         | DeathscytheX    | 5:22  |
| 6.       | 祝你新年快乐（SHY48）         | 碧波          | 斑马先生        | 斑马先生        | 3:48  |
| 7.       | 新的帷幕（CKG48）             | 左放          | 7KEY            | 7KEY            | 3:26  |
| 总时长： | 总时长：                      | 总时长：      | 总时长：        | 总时长：        | 28:54 |

選拔成員
甜蜜盛典
（Center：李藝彤）
- Team SII：李宇琪、莫寒、孫芮、吳哲晗（兼任Team X）
- Team NII：馮薪朵、陸婷、李藝彤、萬麗娜、張雨鑫（初選拔）
- Team HII：劉炅然（兼任CKG48 Team K）、孫珍妮
- Team X：楊冰怡
- Team XII：姜杉
- BEJ48 Team B：段藝璇
- GNZ48 Team NIII：劉力菲（初選拔）
- SHY48 Team SIII：韓家樂（初選拔）

MV在上海迪士尼度假區拍攝。
好运来（feat.祖海）
（Center：黃婷婷、冯薪朵）
- Team SII：呂一、李宇琪、吳哲晗、袁雨楨
- Team NII：馮薪朵、黃婷婷、許逸、趙粵
- Team HII：孫珍妮
- Team X：楊冰怡
- Team XII：費沁源、姜杉、劉增艷、嚴佼君、於佳怡

小团圆
（Center：陳韞凌）
- Team SII：陳思（#8）、蔣芸（#9）、許佳琪（#16）、徐子軒（#2）
- Team NII：陳佳瑩（#15）、金瑩玥（#7）、馬凡（#14）、許逸（#10）
- Team HII：李清揚（#11）、楊惠婷（#5）
- Team X：邵雪聰（#13）、孫歆文（#6）、張嘉予（#4）
- Team XII：陳韞凌（#1）、劉增艷（#3）、嚴佼君（#12）

参与成员由各队队内猜拳决定，站位由选拔成员猜拳决定，括号内为猜拳名次。
最初的祝愿
（Center：段藝璇）
- Team B：段藝璇、胡曉慧、劉姝賢、青鈺雯、張夢慧
- Team E：陳倩楠、劉勝男、李想、李媛媛、李梓、蘇杉杉、頊凘煬
- Team J：黃恩茹、楊曄

不见不散
（Center：劉力菲）
- Team G：陳珂、陳雨琪、謝蕾蕾、張瓊予
- Team NIII：陳欣妤、馮嘉希、劉力菲、劉倩倩、盧靜、唐莉佳、肖文鈴、熊心瑤（兼任CKG48 Team C）、鄭丹妮、左靖媛
- Team Z：王炯義、王偲越

祝你新年快乐
（Center：韓家樂）
- Team SIII：付紫琪、韓家樂、菅瑞靜、劉娜、賴梓惜、王詩蒙、楊允涵、趙佳蕊
- Team HIII：高志嫻、寇承希、鄭潔麗

新的帷幕
（Center：冉蔚）
- Team C：柏欣妤、李恩锐、雷宇霄、冉蔚、田倩兰、伍寒琪、王娱博、熊心瑶（兼任GNZ48 Team NIII）
- Team K：郝婧怡、刘炅然（兼任SNH48 Team HII）、李瑜璇、田祯臻、吴晶晶、王露皎、章宇阳、郑阳莹

簡介
《未来的乐章》（英語：The future movement）是中國偶像組合SNH48的第19張EP，同時也是SNH48 Group为2018年春季EP。这首单曲不仅邀请了国内著名创作人亲自操刀，在演绎阵容上，也做了精心编排。SNH48大重组后四支新队伍的八位队长和每队的成员代表共同组成了此首单曲的演绎阵容，预示着四支队伍将携手并进，共谱SNH48的未来乐章。
本作同时以各团体歌曲为主打曲目作为BEJ48、GNZ48的第6张、SHY48的第3张、CKG48的第2张EP发行。
收錄曲目
| CD       | CD                      | CD           | CD             | CD             | CD    |
| 曲序     | 曲目                    |              | 作曲           | 编曲           | 时长  |
| -------- | ----------------------- | ------------ | -------------- | -------------- | ----- |
| 1.       | 未來的樂章（选拔组）    | 甘世佳       | RICK NEGAN     | RICK NEGAN     | 4:50  |
| 2.       | Eyes on me（BEJ48）     | Apeach、林乔 | 7keyone        | 7keyone        | 3:25  |
| 3.       | 抱緊處理（GNZ48）       | 吕孝廷       | 吕孝廷、唐绍崴 | 吕孝廷、唐绍崴 | 2:55  |
| 4.       | 戀愛密語（SHY48）       | 碧波         | 斑马先生       | 斑马先生       | 3:18  |
| 5.       | 奔跑的未来（CKG48）     | 小7          | EveningScandle | EveningScandle | 3:59  |
| 6.       | 我的世界還有你（SNH48） | 小7          | ASPJ           | ASPJ           | 4:40  |
| 总时长： | 总时长：                | 总时长：     | 总时长：       | 总时长：       | 23:07 |

選拔成員
未来的乐章
（Center：戴萌、易嘉爱）
- Team SII：戴萌、蔣芸、莫寒
- Team NII：何晓玉、謝妮、易嘉爱、張怡
- Team HII：費沁源、洪珮雲、孫珍妮、万丽娜、許楊玉琢、張昕
- Team X：李钊、宋昕冉、王曉佳、杨冰怡、張丹三

Eyes on me
（Center：胡晓慧）
- Team B：陈美君、胡晓慧、闫明筠、田姝丽
- Team E：李想、罗雪丽、李娜（一期生）、马玉灵、张笑盈、杨一帆
- Team J：房蕾、任心怡、王雨煊、叶苗苗、杨晔、张怀瑾

抱紧处理
（Center：刘力菲）
- Team G：陈珂、陈雨琪、谢蕾蕾、张琼予
- Team NIII：陈欣妤、冯嘉希、卢静、刘力菲、刘倩倩、唐莉佳、肖文铃、熊心瑶（兼任CKG48 Team C）、郑丹妮、左婧媛
- Team Z：王炯义、王偲越

恋爱密语
（Center：韩家乐）
- Team SIII：付紫琪、韩家乐、菅瑞静、刘娜、赖梓惜、王诗蒙、杨允涵、赵佳蕊
- Team HIII：董思佳、高志娴、任雨情、郑洁丽

奔跑的未来
（Center：冉蔚）
- Team C：柏欣妤、雷宇霄、李恩锐、毛译晗、孟玥、冉蔚、谯玉珍、王梦竹、王娱博、伍寒琪、左欣
- Team K：邓倩、李瑜璇、林舒晴、吴晶晶、吴学雨

我的世界还有你
（Center：莫寒）
- Team SII：莫寒
- Team NII：易嘉爱
- Team HII：谢妮
- Team X：杨冰怡
- Team XII：费沁源

簡介
《森林法则》（英語：Forest Theorem）是中國偶像組合SNH48的第20張EP，同時也是SNH48 2018夏日主题EP。该EP首次尝试双主打歌的形式，由来自SNH48、BEJ48、 GNZ48、SHY48、CKG48五团组成选拔组共24名成员演绎，并赴泰国普吉岛取景拍摄MV。 EP由「终结者2：审判日」冠名，《森林法则》MV也以「吃鸡」剧情为主题，成员在神秘小岛为了生存殊死搏斗、上演相爱相杀的场面。
EP附有2018年7月28日舉辦的SNH48 Group第五屆總選舉投票券。
收錄曲目
| CD       | CD                            | CD       | CD             | CD        | CD    |
| 曲序     | 曲目                          |          | 作曲           | 编曲      | 时长  |
| -------- | ----------------------------- | -------- | -------------- | --------- | ----- |
| 1.       | 森林法则（SNH48 Group选拔组） | 郭德紫毅 | ASPJ           | ASPJ      | 3:17  |
| 2.       | 秘密花园（分团选拔组）        | 小7      | SHIMA          | SHIMA     | 3:44  |
| 3.       | Sunrise（选拔组）             | 郭德紫毅 | ASPJ           | ASPJ      | 3:48  |
| 4.       | 跳起来（BEJ48）               | Apeach   | 7key-ONCE      | 7key-ONCE | 3:10  |
| 5.       | 决不言败（GNZ48）             | 吕孝廷   | 吕孝廷、唐绍崴 | 吕孝廷    | 3:03  |
| 6.       | 彩虹下的足迹（SHY48）         | 钱煜环   | 包乌尼尔       | 包乌尼尔  | 3:55  |
| 7.       | 游乐园少女记（CKG48）         | 小7      | SHIMA          | SHIMA     | 3:57  |
| 总时长： | 总时长：                      | 总时长： | 总时长：       | 总时长：  | 24:54 |

選拔成員
森林法则
（Center：赵粤（初Center））
- Team SII：戴萌、孔肖吟、李宇琪、莫寒、许佳琪、张语格
- Team NII：冯薪朵、陆婷、赵粤
- Team HII：姜杉、李艺彤、孙珍妮
- Team B：胡晓慧、刘姝贤（初選拔）
- Team E：李梓（初選拔）
- Team J：杨晔（初選拔）
- Team G：谢蕾蕾
- Team NIII：刘力菲、肖文铃（初選拔）
- Team Z：杜秋霖（初選拔）
- Team SIII：韩家乐
- Team HIII：刘静晗（初選拔）
- Team C：柏欣妤（初選拔）
- Team K：李瑜璇（初選拔）

BEJ48 Team J、GNZ48 Team Z、SHY48 Team HIII、CKG48 Team C与Team K的成員首次參與選拔。
MV在泰國普吉拍攝。
| 成员玩家 | 死亡方式                 | 剩余玩家 |
| -------- | ------------------------ | -------- |
| 刘姝贤   | 进入毒圈死亡             | 23       |
| 孙珍妮   | 被赵粤用平底锅击杀       | 22       |
| 李瑜璇   | 被李艺彤用手枪击杀       | 21       |
| 李宇琪   | 被刘力菲用步枪击杀       | 20       |
| 谢蕾蕾   | 被刘力菲用手枪击杀       | 19       |
| 戴萌     | 被姜杉用匕首击杀         | 18       |
| 胡晓慧   | 被韩家乐用冲锋枪互相击杀 | 17       |
| 韩家乐   | 被胡晓慧用手枪互相击杀   | 16       |
| 姜杉     | 被李艺彤用手枪击杀       | 15       |
| 李梓     | 被李艺彤用手枪击杀       | 14       |
| 杨晔     | 被李艺彤用狙击枪击杀     | 13       |
| 肖文铃   | 被李艺彤用狙击枪击杀     | 12       |
| 杜秋霖   | 被李艺彤用狙击枪击杀     | 11       |
| 刘力菲   | 用手枪自杀               | 10       |
| 许佳琪   | 被张语格用匕首互相击杀   | 9        |
| 张语格   | 被许佳琪用手枪互相击杀   | 8        |
| 柏欣妤   | 被莫寒用手枪击杀         | 7        |
| 刘静晗   | 被孔肖吟用匕首击杀       | 6        |
| 孔肖吟   | 被陆婷用手枪击杀         | 5        |
| 莫寒     | 被陆婷用手枪击杀         | 4        |
| 陆婷     | 被李艺彤用手枪击杀       | 3        |
| 冯薪朵   | 被李艺彤用狙击枪击杀     | 2        |
| 李艺彤   | 进入毒圈死亡             | 1        |
| 赵粤     | 胜利                     |          |

秘密花园
（Center：刘力菲（初Center））
- Team B：胡晓慧、刘姝贤
- Team E：李梓
- Team J：杨晔
- Team G：谢蕾蕾
- Team NIII：刘力菲、肖文铃
- Team Z：杜秋霖
- Team SIII：韩家乐
- Team HIII：刘静晗
- Team C：柏欣妤
- Team K：李瑜璇

Sunrise
- Team SII：吕一、袁雨楨
- Team NII：謝妮、张怡
- Team HII：費沁源、袁一琦
- Team X：王䁱佳、楊冰怡
- Team Ft：李美琪、李星羽、李玉倩、王溪源、王欣顏甜甜、楊令儀、張茜、朱小丹

跳起来
（Center：段藝璇）
- Team B：段藝璇、胡曉慧、劉姝賢、青鈺雯、張夢慧
- Team E：陳倩楠、劉勝男、李想、李媛媛、李梓、蘇杉杉、頊凘煬、張笑盈
- Team J：房蕾、黃恩茹、楊曄

决不言败
（Center：陈珂）
- Team G：陈珂、陈雨琪、高源婧、罗寒月、曾艾佳、张琼予
- Team NIII：陈楠茜、洪静雯、刘倩倩、唐莉佳、郑丹妮、左嘉欣
- Team Z：毕瑞珊、陈桂君、龙亦瑞、王偲越

彩虹下的足迹
（Center：韩家乐）
- Team SIII：付紫琪、韩家乐、刘娜、赖梓惜、王诗蒙，杨允涵、赵佳蕊
- Team HIII：董思佳、高志娴、任雨情、徐裴然、郑洁丽

游乐园少女记
（Center：冉蔚）
- Team C：柏欣妤、李姗姗、雷宇霄、毛译晗、谯玉珍、冉蔚、伍寒琪、王梦竹、曾佳
- Team K：艾芷亦、韩林芹、林舒晴、李瑜璇、田祯臻、吴晶晶、王露皎

簡介
《此刻到永远》（英語：NOW AND FOREVER）是中國偶像組合SNH48的第22張EP，同時也是SNH48 Group于2018年冬季发布的贺岁EP。运营方宣称该EP由国内外知名音乐创作人为选拔成员定制节日歌曲，其余姐妹团体亦会翻唱此前已发行的新年单曲，旨在为公众传达诚挚的新年祝福。《此刻到永远》同名主打曲PV由「ObEN」与「湾仔码头」赞助，據《美聯社新聞》和《東方財富網》報導，SNH48 Group携手美国人工智能公司ObEN创意打造了人工智能形象，制作世界上第一个PAI／人类音乐视频和商业唱片，并在本支PV中特别加入了6名成员的PAI虚拟形象。
本作同时作为BEJ48、GNZ48的第7张、SHY48的第4张、CKG48的第3张EP发行。
單曲中SNH48翻唱了CKG48的《新的帷幕》、BEJ48翻唱了SNH48的《新年这一刻》、GNZ48翻唱了SNH48的《Brave Heart》、SHY48翻唱了BEJ48的《微笑的向日葵》以及CKG48翻唱了GNZ48的《新年好》，《新年好》歌词中的粤语部分及饶舌部分分别以普通话、川语重新填词。
收錄曲目
| CD       | CD                              | CD       | CD          | CD                  | CD           | CD    |
| 曲序     | 曲目                            |          | 作曲        | 编曲                | 製作人       | 时长  |
| -------- | ------------------------------- | -------- | ----------- | ------------------- | ------------ | ----- |
| 1.       | 此刻到永远（SNH48 Group选拔组） | 甘世佳   | MUNA        | MUNA                | 滕少、诸振豪 | 3:31  |
| 2.       | 说声新年好（SNH48 Group选拔组） | 黄枫宜   | 黄枫宜      | 任中强、罗立宏      |              | 3:14  |
| 3.       | 新的帷幕（SNH48 ver.）          | 左放     | 7KEY        | 7KEY                |              | 3:32  |
| 4.       | 新年这一刻（BEJ48 ver.）        | 甘世佳   | Shaliponte  | Shaliponte          |              | 4:08  |
| 5.       | Brave Heart（GNZ48 ver.）       | 刘捷     | OKBOYS      | OKBOYS              |              | 4:02  |
| 6.       | 微笑的向日葵（SHY48 ver.）      | 夏宁     | Andrew Shin | Andrew Shin、Koshin |              | 3:32  |
| 7.       | 新年好（CKG48 ver.）            | 三本目   | 陈敏倩      | 吴英仲              |              | 3:05  |
| 总时长： | 总时长：                        | 总时长： | 总时长：    | 总时长：            | 总时长：     | 25:04 |

選拔成員
此刻到永远
（Center：李艺彤）
- Team SII：李宇琪、莫寒、钱蓓婷、孙芮
- Team NII：易嘉爱、张怡
- Team HII：姜杉、李艺彤、万丽娜
- Team X：祁静（初選拔）、杨冰怡、张丹三
- Team B：段艺璇
- Team E：苏杉杉
- Team NIII：刘力菲、郑丹妮

说声新年好
（Center：李艺彤）
- Team HII：李艺彤
- Team E：苏杉杉
- Team G：谢蕾蕾
- Team SIII：韩家乐
- Team C：冉蔚

新年这一刻
（Center：苏杉杉）
- Team B：陈美君、段艺璇、胡丽芝、胡晓慧、刘姝贤、青钰雯、闫明筠
- Team E：陈倩楠、冯思佳、李梓、马玉灵、苏杉杉
- Team J：葛司琪、黄恩茹、王雨煊、张怀瑾

Brave Heart
（Center：谢蕾蕾）
- Team G：陈珂、高源婧、谢蕾蕾、张琼予、朱怡欣
- Team NIII：刘力菲、刘倩倩、卢静、唐莉佳、肖文铃、郑丹妮、左婧媛
- Team Z：杜秋霖、梁婉琳、龙亦瑞、杨媛媛

微笑的向日葵
（Center：韩家乐）
- Team SIII：付紫琪、韩家乐、李慧、卢天惠、赖梓惜、孙敏、司珀琳、王诗蒙，赵佳蕊
- Team HIII：高志娴、李晴、王菲妍、王雨兰、张爱静、郑洁丽、张羽涵

新年好
（Center：冉蔚）
- Team C：柏欣妤、李姗姗、雷宇霄、毛译晗、谯玉珍、冉蔚、伍寒琪、王梦竹、曾佳
- Team K：郝婧怡、韩林芹、林舒晴、李瑜璇、田祯臻、吴晶晶、王露皎

簡介
《我们的旅程》（英語：Our Journey）是中國偶像組合SNH48的第23張EP，為2019年发布的首张EP，为SNH48 Group第五届年度金曲大赏BEST 50举办前所承诺发行的特别纪念版EP。EP中收录了《心的旅程(6周年纪念版)》及SNH48 Group第五届年度金曲大赏BEST 50的年度金曲及曜阳组歌曲，合共10首曲目。
该张EP的发行版本除标准版及捐赠版外，亦首次增加“网络版”。网络版与捐赠版之规格相近，惟捐赠版所含之握手券在网络版中被替换为“网络握手券”，供参加线上握手会的购买者使用。
收錄曲目
| CD       | CD                                    | CD         | CD                                                       | CD                                               | CD    |
| 曲序     | 曲目                                  |            | 作曲                                                     | 编曲                                             | 时长  |
| -------- | ------------------------------------- | ---------- | -------------------------------------------------------- | ------------------------------------------------ | ----- |
| 1.       | 心的旅程 (6周年纪念版)（SNH48 Group） | 浅紫       | 浅紫                                                     | 谢维                                             | 4:17  |
| 2.       | 就差一点点（戴萌、莫寒）              | 黄枫宜     | RICK NEGAN                                               | RICK NEGAN                                       | 4:57  |
| 3.       | 笨 （BEJ48 Team B）                   | 甘世佳     | Andrew Shin                                              | Andrew Shin                                      | 3:44  |
| 4.       | Spy （吴哲晗、许佳琪）                | 夏宁       | Piggy                                                    | Piggy、Koshin                                    | 3:40  |
| 5.       | Zen （GNZ48 Team Z）                  | 三本目     | Shaliponte                                               | Shaliponte                                       | 4:08  |
| 6.       | 钢铁之翼 （戴萌）                     | 郭德紫毅   | OKBOYS                                                   | OKBOYS                                           | 3:37  |
| 7.       | 9 to 9 （张语格、孔肖吟）             | 田纳       | 金源奕、Hanif Sabzervari、Dennis Kordnejad、Pontus Ljung | Hanif Sabzervari、Dennis Kordnejad、Pontus Ljung | 3:43  |
| 8.       | 人间规则 （刘一菲、孙语姗、柏欣妤）   | 甘世佳     | SNHIMA                                                   | SNHIMA                                           | 4:02  |
| 9.       | 巧克力之吻 （钱蓓婷、袁雨桢、张怀瑾） | 上海星四芭 | Funta                                                    | Funta                                            | 4:41  |
| 10.      | 深海之声 （卢静、陈倩楠、罗寒月）     | 易贝儿     | 高永滕                                                   | 黄尹浩                                           | 4:20  |
| 总时长： | 总时长：                              | 总时长：   | 总时长：                                                 | 总时长：                                         | 41:09 |

選拔成員
心的旅程(6周年纪念版)
（Center：莫寒）
- Team SII：莫寒、刘增艳、邵雪聪
- Team NII：王诗蒙（初選拔）、谢妮
- Team HII：万丽娜、王欣颜甜甜（初選拔）
- Team X：冉蔚（初選拔）

笨
（Center：段艺璇）
- BEJ48 Team B：陈美君、段艺璇、胡丽芝、胡晓慧、刘姝贤、林溪荷、青钰雯、沈小爱、孙晓艳、田姝丽、熊素君、闫明筠、杨鑫、张梦慧

Zen
（Center：梁婉琳）
- GNZ48 Team Z：毕瑞珊、陈桂君、邓惠恩、杜秋霖、何梦瑶、梁婉琳、龙亦瑞、农燕萍、王翠菲、王炯义、王偲越、杨可路、杨媛媛、余芷媛、张秋怡

人间规则
（Center：刘一菲）
- BEJ48 Team J：柏欣妤、刘一菲、孙语姗

巧克力之吻
（Center：钱蓓婷）
- Team SII：钱蓓婷、袁雨桢
- BEJ48 Team J：张怀瑾

深海之声
（Center：卢静）
- BEJ48 Team E：陈倩楠
- GNZ48 Team G：罗寒月
- GNZ48 Team NIII：卢静

簡介
《那年夏天的梦》（英語：Dream In a Summer）是中國偶像組合SNH48的第24張EP，同時也是SNH48 Group于2019年夏季EP。
该张EP的曲目由来自SNH48、BEJ48、GNZ48三团组成选拔组共20名成员演绎，且以新生代成员为主，并赴泰国普吉岛取景拍摄MV。EP附有2019年7月27日舉辦的SNH48 Group第六屆总决选投票券。
收錄曲目
| CD       | CD                     | CD       | CD         | CD         | CD    |
| 曲序     | 曲目                   |          | 作曲       | 编曲       | 时长  |
| -------- | ---------------------- | -------- | ---------- | ---------- | ----- |
| 1.       | 那年夏天的梦（选拔组） | 郭德紫毅 | Arisa Sato | Arisa Sato | 3:35  |
| 2.       | 夏之序（SNH48）        | 郭德紫毅 | ASPJ       | ASPJ       | 3:59  |
| 3.       | 听见爱的旋律（BEJ48）  | 黄枫宜   | 7KEY-ONCE  | 7KEY-ONCE  | 3:20  |
| 4.       | 别怕（GNZ48）          | 吕孝廷   | 吕孝廷     | 吕孝廷     | 3:00  |
| 5.       | 那年夏天的梦（伴奏）   |          | Arisa Sato | Arisa Sato | 3:35  |
| 6.       | 夏之序（伴奏）         |          | ASPJ       | ASPJ       | 3:59  |
| 7.       | 听见爱的旋律（伴奏）   |          | 7KEY-ONCE  | 7KEY-ONCE  | 3:20  |
| 8.       | 别怕（伴奏）           |          | 吕孝廷     | 吕孝廷     | 3:00  |
| 总时长： | 总时长：               | 总时长： | 总时长：   | 总时长：   | 27:48 |

選拔成員
那年夏天的梦
（Center：孙珍妮（初Center））
- Team SII：钱蓓婷
- Team NII：王诗蒙、张茜（初選拔）
- Team HII：孙珍妮、张昕（兼任GNZ48 Team NIII）
- Team X：祁静、宋昕冉、杨冰怡
- BEJ48 Team B：青钰雯（初選拔）、张梦慧（初選拔）
- BEJ48 Team E：苏杉杉、彭嘉敏（初選拔）
- BEJ48 Team J：韩家乐、张怀瑾（初選拔）
- GNZ48 Team G：高源婧（初選拔）、谢蕾蕾
- GNZ48 Team NIII：刘力菲、唐莉佳（初選拔）、郑丹妮
- GNZ48 Team Z：农燕萍（初選拔）

最初李丽满曾被选为选拔成员，但她随后宣布离团，选拔由彭嘉敏代替。
MV在泰国普吉拍摄。
听见爱的旋律
（Center：苏杉杉）
- Team B：陈美君、段艺璇、胡晓慧、胡丽芝、刘姝贤、青钰雯、闫明筠、张羽涵
- Team E：陈倩楠、冯思佳、李梓、苏杉杉、彭嘉敏、张爱静
- Team J：柏欣妤、葛司琪、黄恩茹、韩家乐、王雨煊、张怀瑾

别怕
（Center：谢蕾蕾）
- Team G：陈珂、高源婧、谢蕾蕾、张琼予、朱怡欣
- Team NIII：刘力菲、刘倩倩、卢静、唐莉佳、张昕、郑丹妮、左婧媛
- Team Z：梁婉琳、龙奕瑞、农燕萍、杨媛媛

簡介
《时间的歌》（英語：Poetry About Time）是中國偶像組合SNH48的第25張EP，同時也是SNH48 Group于2019年秋季发行的EP，亦是SNH48 Group第六屆總決選的彙報EP。本張EP是SNH48 Team HII成員李藝彤連霸總決選第一名晉升SNH48 Group明星殿堂前，參與的最後一張SNH48 EP。
收錄曲目
| CD       | CD                 | CD       | CD        | CD        | CD    |
| 曲序     | 曲目               |          | 作曲      | 编曲      | 时长  |
| -------- | ------------------ | -------- | --------- | --------- | ----- |
| 1.       | 時间的歌（星光组） | 甘世佳   | OKBOYS    | OKBOYS    | 4:30  |
| 2.       | 勇不勇敢（高飞组） | 吕孝廷   | 吕孝廷    | 吕孝廷    | 3:50  |
| 3.       | 有你（梦想组）     | 梧桐     | 7KEY-NICE | 7KEY-NICE | 3:40  |
| 总时长： | 总时长：           | 总时长： | 总时长：  | 总时长：  | 16:10 |

選拔成員
括号内为SNH48 Group第六届总决选的排名。
时间的歌
（Center：李艺彤）
- Team SII：戴萌（#9）、孔肖吟（#6）、莫寒（#2）、孙芮（#13）、吴哲晗（#5）、许佳琪（#7），张语格（#4）
- Team HII：费沁源（#15）、李艺彤（#1）、沈梦瑶（#16，初選拔）
- Team X：宋昕冉（#8）
- BEJ48 Team B：段艺璇（#3）
- BEJ48 Team E：苏杉杉（#14）
- GNZ48 Team G：陈珂（#10）
- GNZ48 Team NIII：刘力菲（#12）、唐莉佳（#11）

李艺彤最后一次参与选拔。
MV在日本札幌拍摄。
勇不勇敢
（Center：钱蓓婷）
- Team SII：刘增艳（#30）、钱蓓婷（#17）
- Team NII：周诗雨（#27）、张雨鑫（#32）
- Team HII：姜杉（#31）、许杨玉琢（#22）、袁一琦（#21）、张昕（#20）
- Team X：冯晓菲（#24）、王晓佳（#29）
- BEJ48 Team B：胡晓慧（#28）、刘姝贤（#26）
- BEJ48 Team J：张怀瑾（#25）
- GNZ48 Team G：谢蕾蕾（#23）
- GNZ48 Team NIII：郑丹妮（#19）、左婧媛（#18）

MV在韩国首尔拍摄。歌曲于2019年8月23日在首尔Soribada最佳音乐大奖上首秀。
有你
（Center：杨冰怡）
- Team SII：徐子轩（#36）
- Team HII：宋雨珊（#43）
- Team X：李星羽（#42）、汪佳翎（#40）、杨冰怡（#33）
- BEJ48 Team E：陈倩楠（#48）、刘胜男（#35）
- BEJ48 Team J：黄恩茹（#41）
- GNZ48 Team G：曾艾佳（#37）、张琼予（#38）、朱怡欣（#45）
- GNZ48 Team NIII：卢静（#47）
- GNZ48 Team Z：方琪（#34）、杨媛媛（#46）

MV在中国北京拍摄。
簡介
《青春之翼》（英語：Wings）是中國偶像組合SNH48的第26張EP，同時也是SNH48 Group于2019年冬季发行的EP，而《青春之翼》的選拔組皆為SNH48 Group參與愛奇藝《青春有你2》的成員。
收錄曲目
| CD       | CD                        | CD       | CD        | CD        | CD   |
| 曲序     | 曲目                      |          | 作曲      | 编曲      | 时长 |
| -------- | ------------------------- | -------- | --------- | --------- | ---- |
| 1.       | 青春之翼（选拔组）        | 甘世佳   | mu_chan   | mu_chan   | 3:34 |
| 2.       | 心愿（SNH48 Group选拔组） | 梧桐     | 7KEY-ONCE | 7KEY-ONCE | 3:23 |
| 总时长： | 总时长：                  | 总时长： | 总时长：  | 总时长：  | 6:57 |

選拔成員
青春之翼
（Center：莫寒）
- Team SII：戴萌、莫寒、孙芮、许佳琪、张语格
- Team HII：费沁源、许杨玉琢
- Team X：宋昕冉
- BEJ48 Team B：段艺璇
- BEJ48 Team E：苏杉杉

簡介
《天晴了》（英語：Beautiful Day）是中國偶像組合SNH48的第27張EP,同時也是SNH48 Group于2020年春季發行的EP。EP附有2020年8月15日舉辦的SNH48 Group第七屆總決選投票券。
收錄曲目
| CD   | CD                | CD       | CD     | CD            | CD   |
| 曲序 | 曲目              |          | 作曲   | 编曲          | 时长 |
| ---- | ----------------- | -------- | ------ | ------------- | ---- |
| 1.   | 天晴了（選拔組）  | 郭德紫毅 | 幻想   | 幻想          |      |
| 2.   | 美丽世界（BEJ48） | 吳燕文   | 鴨毛   | 生命樹_小王子 | 4:09 |
| 3.   | 致每个你（GNZ48） | 甘世佳   | OKBOYS | OKBOYS        | 4:09 |

選拔成員
天晴了
（Center：陸婷（初Center））
- Team NII：金莹玥（初選拔）、陸婷、周詩雨（初選拔）
- Team HII：林舒晴（初選拔）、沈夢瑤、袁一琦（初選拔）、張昕（兼任GNZ48 Team NIII）
- Team X：王曉佳
- BEJ48 Team B：沈小愛（初選拔）、青钰雯
- BEJ48 Team E：任蔓琳（初選拔）
- BEJ48 Team J：柏欣妤
- GNZ48 Team G：張瓊予（兼任SNH48 Team X，初選拔）
- GNZ48 Team NIII：劉力菲、鄭丹妮
- GNZ48 Team Z：方琪（初選拔）

首次未有Team SII成員进入選拔。
MV於2020年3月份在上海市拍攝。
美丽世界


致每个你

簡介
《Take me》是中國偶像組合SNH48一期生的畢業紀念EP，于2020年9月3日發行。單曲收錄了一期生個別演唱的單曲。
許佳琪因THE9活動，未录制個人單曲。9月16日，EP音源公开。
收錄曲目
| CD   | CD                        | CD   |
| 曲序 | 曲目                      | 时长 |
| ---- | ------------------------- | ---- |
| 1.   | Take me（一期生全員）     | 3:38 |
| 2.   | I Can Fly （陳觀慧）      | 3:27 |
| 3.   | 天黑日記 （陳思）         | 4:09 |
| 4.   | Somewhere （戴萌）        | 4:37 |
| 5.   | 我的世界還有你 （孔肖吟） | 4:38 |
| 6.   | 晨光（日語版） （李宇琪） | 4:15 |
| 7.   | 夢與星光的海上 （莫寒）   | 5:06 |
| 8.   | 蜉蝣 （錢蓓婷）           | 5:23 |
| 9.   | 人間規則 （邱欣怡）       | 4:03 |
| 10.  | 廢墟紀元 （吳哲晗）       | 5:43 |
| 11.  | 天鵝 （徐晨辰）           | 4:22 |
| 12.  | 正負 （張語格）           | 4:27 |

選拔成員
Take me（愛）
（Center：莫寒）
- Team SII：陳觀慧、陳思、戴萌、孔肖吟、李宇琪、莫寒、錢蓓婷、邱欣怡、吳哲晗、徐晨辰、許佳琪、張語格

莫寒最後擔任Center。
MV在上海市拍攝。
簡介
《F.L.Y成長三部曲》（Future、Light、Young）是中國偶像組合SNH48的第28張EP，同時也是SNH48 Group於2020年秋季發行的EP，亦是SNH48 Group第七屆總決選的彙報EP，由本届总决选TOP16（星光组）、TOP32（高飞组）、TOP48（梦想组）共同呈现的年度总决选汇报EP暨SNH48 Group第七届年度金曲大赏BEST 50投票EP《F.L.Y成长三部曲》，将用三首全新单曲，讲述了一个关于青春的成长故事，回归初心，拥抱美好。
2020年10月19日，發行實體唱片專輯。10月23日，發行數位專輯及發布TOP48《不問將來》正式版MV。10月29日，發布TOP32《未來會來》正式版MV。11月5日，發布TOP16《別來無恙》正式版MV。11月12日，發布TOP16《別來無恙》B版MV。
收錄曲目
| CD       | CD                           | CD       | CD                      | CD             | CD    |
| 曲序     | 曲目                         |          | 作曲                    | 编曲           | 时长  |
| -------- | ---------------------------- | -------- | ----------------------- | -------------- | ----- |
| 1.       | 別來無恙（Young）（星光组）  | 甘世佳   | 胡臻／中村崇人          | 胡臻／中村崇人 | 4:35  |
| 2.       | 未來會來（Light）（高飞组）  | 甘世佳   | OKBOYS、Mcflied chicken | OKBOYS         | 4:24  |
| 3.       | 不問將來（Future）（梦想组） | 甘世佳   | 中村崇人                | 中村崇人       | 4:18  |
| 总时长： | 总时长：                     | 总时长： | 总时长：                | 总时长：       | 13:17 |

選拔成員
括号内为SNH48 Group第七届总决选的排名。
別來無恙
（Center：孫芮（初Center））
- Team SII：段艺璇（#6）、孫芮（#1）
- Team NII：陸婷（#2）、苏杉杉（#7）
- Team HII：费沁源（#14）、林思意（#5）、沈梦瑶（#4）、許楊玉琢（#10）、袁一琦（#12）、張昕（#11）
- Team X：宋昕冉（#3）、王曉佳（#13）、楊冰怡（#9）
- GNZ48 Team G：謝蕾蕾（#16）
- GNZ48 Team NIII：鄭丹妮（#15）、左婧媛（#8, 初選拔）

MV在中國海南省三亞市拍摄。
未來會來
（Center：陳珂）
- Team SII：蔣芸（#23）、刘增艳（#21）
- Team SII／CKG48：李慧（#31）
- Team NII：青鈺雯（#22）、张雨鑫（#32）
- Team HII：李佳恩（#20）、孫珍妮（#30）
- Team X：王睿琦（#26）
- GNZ48 Team G：陳珂（#17）、曾艾佳（#27）、朱怡欣（#28）、張瓊予（#18）
- GNZ48 Team NIII：洪靜雯（#29）、劉力菲（#24）
- GNZ48 Team Z：方琪（#25）
- GNZ48未入列成員：唐莉佳（#19）

MV在中國浙江省杭州市拍摄。
不問將來
（Center：劉勝男）
- Team SII：田姝麗（#43）、由淼（#48）
- Team NII：柏欣妤（#41）、陈倩楠（#37）、金瑩玥（#45）、盧天惠（#44）、周詩雨（#40）、張怡（#47）
- Team X：陳琳（#46）、刘胜男（#33）、冉蔚（#38）、楊曄（#34）
- GNZ48 Team G：徐楚雯（#42）
- GNZ48 Team Z：梁婉琳（#39）、龍亦瑞（#35）、王秭歆（#36）

《怦然心動》（Bong! Bong! Bong!），是中國偶像組合SNH48的第29張EP。
2021年5月26日，發行《怦然心動》EP；同年6月1日，發布《怦然心動》正式版MV。
收錄曲目
| CD   | CD                                   | CD     | CD                              | CD   |
| 曲序 | 曲目                                 |        | 作曲                            | 时长 |
| ---- | ------------------------------------ | ------ | ------------------------------- | ---- |
| 1.   | 怦然心動（選拔組）                   | 符酷   | 安信源、MIN SIK、Lazy dog、ALTO | 3:33 |
| 2.   | 笑忘歌（SNH48、GNZ48、BEJ48、CKG48） | 甘世佳 | Mcflied chicken                 | 4:31 |

選拔成員
怦然心動
（Center：宋昕冉（初Center））
- Team SII：段艺璇、由淼（初選拔）
- Team NII：盧天惠、顏沁（初選拔）、周詩雨
- Team HII：沈夢瑤、王奕（初選拔）、袁一琦
- Team X：何陽青青（初選拔）、劉勝男、宋昕冉、王睿琦（初選拔）
- GNZ48 Team G：羅可嘉（初選拔）、李姍姍（初選拔）、葉舒淇（初選拔）、張瓊予、朱怡欣（初選拔）
- GNZ48 Team NIII：洪靜雯、謝艾琳
- GNZ48 Team Z：龍亦瑞（初選拔）

MV在中國福建省廈門市拍摄。
簡介
《花戎》（FLORAL and FIRM）是中國偶像組合SNH48的第30張EP，同時也是SNH48 Group於2021年秋季發行的EP。由SNH48 Group第八屆總決選的TOP16（星光组）、TOP32（梦想组）、TOP48（高飞组）為歌曲的選拔成員，同時也是SNH48 Group第八届年度金曲大赏BEST 50点歌EP。
《花戎》用三首全新单曲，传达了对人生、生活、自由、信仰的不同看法。
2021年10月13日，發行實體唱片專輯。同年11月12日，發布《花戎》完整版MV。
收錄曲目
| CD       | CD                       | CD       | CD             | CD                 | CD    |
| 曲序     | 曲目                     |          | 作曲           | 编曲               | 时长  |
| -------- | ------------------------ | -------- | -------------- | ------------------ | ----- |
| 1.       | 花戎（星光组）           | 郭德紫毅 | 胡臻、清水裕太 | 胡臻、清水裕太     | 4:32  |
| 2.       | 虚构者（高飛組）         | 符酷     | 津川伊吹       | 中村崇人、津川伊吹 | 3:51  |
| 3.       | 漫画的最后一格（夢想組） | 符酷     | 胡臻           | 胡臻               | 3:22  |
| 总时长： | 总时长：                 | 总时长： | 总时长：       | 总时长：           | 11:45 |

選拔成員
括号内为SNH48 Group第八届总决选的排名。
花戎
（Center：孫芮）
- Team SII：段藝璇（#5）、孫芮（#1）
- Team NII：周詩雨（#12）
- Team HII：費沁源（#16）、沈夢瑤（#3）、王奕（#9）、許楊玉琢（#6）、張昕（#11）、袁一琦（#2）
- Team X：宋昕冉（#4）、王曉佳（#8）、楊冰怡（#7）
- GNZ48 Team G：陳珂（#14）、張瓊予（#13）
- GNZ48 Team NIII：左婧媛（#10）
- GNZ48 Team Z：唐莉佳（#15）

MV在中國上海市拍摄。
虚构者
（Center：鄭丹妮）
- Team SII：劉增艷（#25）、由淼（#30）
- Team NII：胡晓慧（#20）、劉姝賢（#26）、蘇杉杉（#22）
- Team HII：姜杉（#32）、李佳恩（#28）、孫珍妮（#23）
- Team X：祁靜（#24）
- GNZ48 Team G：曾艾佳（#19）、朱怡欣（#18）
- GNZ48 Team NIII：洪靜雯（#29）、劉力菲（#21）、吳羽霏（#31）、鄭丹妮（#17）
- GNZ48 Team Z：方琪（#27）

MV在中國陕西省西安市拍摄。
漫画的最后一格
（Center：柏欣妤）
- Team SII：沈小爱（#34）、闫明筠（#39）
- Team NII：柏欣妤（#33）、趙佳蕊（#44）、张雨鑫（#48）、青钰雯（#46）
- Team HII：林舒晴（#43）、蒋舒婷（#41）、郭爽（#47）
- Team X：王睿琦（#37）
- GNZ48 Team G：李姗姗（#35）
- GNZ48 Team Z：龙亦瑞（#45）、杨媛媛（#38）、王秭歆（#40）、杨可璐（#42）
- BEJ48：黄宣绮（#36）

MV在中國广东省珠海市拍摄。
簡介
《海砂》（SEA GRAVEL）是中國偶像組合SNH48的第31張EP，同時也是SNH48 Group于2022年夏季發行的EP暨SNH48 GROUP年度青春盛典专属夏季EP，EP附有SNH48 GROUP年度青春盛典作品评选专属计分卡。
2022年6月25日，發行實體唱片。
收錄曲目
| CD   | CD   |
| 曲序 | 曲目 |
| ---- | ---- |
| 1.   | 海砂 |
| 2.   | 支流 |

選拔成員
海砂
（Center：袁一琦）
- Team SII：赵天扬
- Team NII：胡晓慧、卢天惠、周詩雨
- Team HII：王奕、許杨玉琢、袁一琦、张月铭
- Team X：楊冰怡
- GNZ48 Team G：梁娇、張瓊予
- GNZ48 Team NIII：鄭丹妮
- GNZ48 Team Z：梁乔、王秭歆、杨可璐
- BEJ48：黄宣绮（兼任SNH48 Team X）、孙晓艳
- CKG48：杨允涵

袁一琦首次選拔Center。原定MV将在疫情缓和后拍摄，以後沒有拍攝MV；2023年11月4日，在SNH48 Group TOP16成都巡演以非選拔組初次表演。
支流
（Center：袁一琦）
- Team SII：赵天扬
- Team NII：胡晓慧、卢天惠、周詩雨
- Team HII：王奕、許杨玉琢、袁一琦、张月铭
- Team X：楊冰怡
- GNZ48 Team G：梁娇、張瓊予
- GNZ48 Team NIII：鄭丹妮
- GNZ48 Team Z：梁乔、王秭歆、杨可璐
- BEJ48：黄宣绮（兼任SNH48 Team X）、孙晓艳
- CKG48：杨允涵

此曲演唱成員與選拔組相同。
簡介
《絲路》是中國偶像組合SNH48的第32張EP，同時也是SNH48 Group于2022年秋季發行的EP暨SNH48 GROUP年度青春盛典匯報EP，EP附有SNH48 Group第九屆金曲大賞BEST 50的投票權。於2022年10月21日EP正式發行。
收錄曲目
| CD   | CD                      |
| 曲序 | 曲目                    |
| ---- | ----------------------- |
| 1.   | 絲路（Silk Road）       |
| 2.   | 白晝街燈（Light It Up） |
| 3.   | 家（HOME）              |

選拔成員
括号内为2022 SNH48 GROUP年度青春盛典的排名。
絲路
（Center：沈夢瑤）
- Team SII：段藝璇（#2）
- Team NII：韓家樂（#15）、周詩雨（#5）
- Team HII：沈夢瑤（#1）、王奕（#4）、許杨玉琢（#12）、袁一琦（#3）、張昕（兼任GNZ48 Team NIII）（#13）
- Team X：宋昕冉（#11）、楊冰怡（#7）、左婧媛（#8）
- GNZ48 Team G：陳珂（#10）、曾艾佳（#9）
- GNZ48 Team NIII：鄭丹妮（#6）、朱怡欣（#16）
- BEJ48：黃怡慈（兼任SNH48 Team X）（#14）

沈夢瑤首次選拔Center。曾艾佳、黃怡慈首次進入選拔組。於2022年11月15日正式版MV發佈。
白晝街燈
（Center：劉姝賢）
- Team SII：劉增艷（#28）、馬玉靈（#32）、邵雪聪（#27）
- Team NII：柏欣妤（#22）、胡曉慧（#18）、劉姝賢（#17）、蘇杉杉（#25）
- Team HII：費沁源（#24）、姜杉（#30）、蔣舒婷（#21）
- GNZ48 Team NIII：洪靜雯（#20）、劉力菲（#26）
- GNZ48 Team Z：方琪（#31）、唐莉佳（#19）、楊可璐（#29）
- BEJ48：黃宣綺（兼任GNZ48 Team G）（#23）

MV在中國廣東省珠海市拍攝。
家
（Center：田姝麗）
- Team SII：田姝麗（#33）、由淼（#38）
- Team NII：青玉雯（#46）、顏沁（#40）
- Team HII：馮思佳（#41）、郝婧怡（#37）、林舒晴（#35）
- Team X：王睿琦（#47）
- GNZ48 Team G：梁嬌（#43）、羅寒月（#39）
- GNZ48 Team NIII：劉倩倩（兼任SNH48 Team SII）（#36）
- GNZ48 Team Z：梁喬（#44）、農燕萍（兼任SNH48 Team HII）（#34）
- BEJ48：孫曉艷（#48）、張夢慧（#42）、張智杰（#45）

簡介
《愛的迴響》是中國偶像組合SNH48的第33張EP，同時也是SNH48 Group于2023年夏季發行的EP暨SNH48 GROUP年度青春盛典投票EP，EP附有SNH48 Group年度青春盛典的投票權。EP於2023年5月20日正式發行。
收錄曲目
| CD   | CD                       |
| 曲序 | 曲目                     |
| ---- | ------------------------ |
| 1.   | 愛的迴響（Lovely Echo）  |
| 2.   | 未完待續（Call My Name） |

選拔成員
愛的迴響
（Center：王奕）
- Team SII：段藝璇、蘆馨怡、由淼
- Team NII：柏欣妤、韓家樂、胡曉慧、周詩雨
- Team HII：蔣舒婷、王奕、張月铭
- Team X：楊冰怡
- GNZ48 Team G：陳鴻宇、梁嬌、劉欣媛、曾艾佳
- GNZ48 Team NIII：吳羽霏、鄭丹妮（兼任SNH48 Team HII）
- GNZ48 Team Z：梁喬
- BEJ48：黃宣綺（兼任GNZ48 Team G）、黃怡慈（兼任SNH48 Team X）

王奕首次擔任Center。蘆馨怡、蔣舒婷、陳鴻宇、劉欣媛、吳羽霏首次進入選拔組。
簡介
《NUMBER ONE》是中國偶像組合SNH48的第34張EP，同時也是SNH48 Group于2024年秋季發行的EP暨SNH48 GROUP年度青春盛典匯報EP，EP附有SNH48 Group年度金曲大賞BEST 50的投票權。EP於2023年10月17日正式發行。
收錄曲目
| CD   | CD                        |
| 曲序 | 曲目                      |
| ---- | ------------------------- |
| 1.   | NUMBER ONE                |
| 2.   | Day and Night（塗鴉油畫） |
| 3.   | 無風島嶼                  |

選拔成員
NUMBER ONE
（Center：袁一琦）
- Team SII：段藝璇（#8）、劉增艷（#15）
- Team NII：柏欣妤（#12）、胡曉慧（#13）、周詩雨（#4）
- Team HII：袁一琦（#1）、王奕（#2）
- Team X：宋昕冉（#3）、楊冰怡（#9）
- GNZ48 Team G：曾艾佳（#7）
- GNZ48 Team NIII：洪靜雯（#14）、劉力菲（#10）、鄭丹妮（#5／兼任SNH48 Team HII）
- GNZ48 Team Z：陳珂（#6）、朱怡欣（#11）
- BEJ48：黃怡慈（#16／兼任SNH48 Team X）

MV在匈牙利拍摄。
簡介
《因為你》是中國偶像組合SNH48的第35張EP，同時也是SNH48 Group于2024年春季發行的EP。
收錄曲目
| CD   | CD           |
| 曲序 | 曲目         |
| ---- | ------------ |
| 1.   | 因為你       |
| 2.   | 給未來的我們 |
| 3.   | 雙人舞       |
| 4.   | 溪紋         |

選拔成員
因為你
（Center：劉力菲）
- Team SII：段藝璇（#2）
- Team NII：柏欣妤（#13）、青鈺雯（#14）、蘇杉杉（#16）、劉姝賢（#4）
- Team HII：王奕（#5）
- Team X：楊冰怡（#8）
- GNZ48 Team G：曾艾佳（#10）、張瓊予（#3）
- GNZ48 Team NIII：洪靜雯（#12）、劉力菲（#1）
- GNZ48 Team Z：陳珂（#6）、唐莉佳（#7）、朱怡欣（#15）
- BEJ48 Team E：馬欣宇（#9）、孫曉艷（#11／兼任SNH48 Team HII）

劉力菲首次擔任中心成員。馬欣宇首次進入選拔組。
給未來的我們
- Team NII：胡曉慧（#1）、劉姝賢（#2）

雙人舞
- Team NII：周詩雨（#2）
- Team HII：王奕（#1）

溪紋
- Team HII：許楊玉琢

簡介
《薄荷糖》是中國偶像組合SNH48的第36張EP，同時也是SNH48 Group于2024年夏季發行的EP暨SNH48 GROUP年度青春盛典投票EP，EP附有SNH48 Group年度青春盛典的投票權。EP於2024年6月1日正式發行。
收錄曲目
| CD       | CD                       | CD       | CD                   | CD            | CD   |
| 曲序     | 曲目                     |          | 作曲                 | 编曲          | 时长 |
| -------- | ------------------------ | -------- | -------------------- | ------------- | ---- |
| 1.       | 薄荷糖（Mint Candy）     | 钟文     | 中村崇人/ARMY Cookie | 中村崇人      | 3:51 |
| 2.       | 未達秋日 (Before Autumn) | 符酷     | 中村崇人/胡臻        | 中村崇人/胡臻 | 3:30 |
| 总时长： | 总时长：                 | 总时长： | 总时长：             | 总时长：      | 7:21 |

選拔成員
薄荷糖
（Center：周詩雨）
- Team SII：劉增豔
- Team NII：柏欣妤、胡曉慧、唐程成、周詩雨
- Team HII：林舒晴、蔣舒婷、溫若其
- Team X：陳琳、林佳怡
- GNZ48 Team G：方琪、黃楚茵、楊若惜
- GNZ48 Team NIII：劉力菲、王語晨
- GNZ48 Team Z：羅寒月、朱怡欣
- BEJ48 Team B：黃怡慈、鄭照喧
- BEJ48 Team E：周湘
- CKG48 Team C：雷宇霄
- CKG48 Team K：吳志越
- CGT48 Team CII：許雅蘭、周是汝

周詩雨首次擔任Center。MV在越南拍摄。原定GNZ48张润、BEJ48馬欣宇及CKG48杨添淩参与本次MV拍摄，但因个人及身体原因无法参与拍摄MV，故替换为楊若惜、黃怡慈和吳志越。
簡介
```
    2024年丝芭青春盛典汇报EP，SNH48第41单，3首歌曲继续由由NumberK和混核基音两大国际音乐厂牌联手新朋友AVEC厂牌打造，延续总选主题新的序章，以三种不同的方式诠释友情的定义。
```

```
    《最好的朋友（Best Friends）》：SNH48第一次的总选汇报单hip-hop舞曲挑战，全曲以经典的hip-hop节奏为基调，加入了校园、拍照留念等场景采样元素，使得歌曲更具有青春的校园氛围感，兼具了帅气和元气。
    《花蝴蝶》：新朋友AVEC厂牌为本次TOP32量身打造的唯美电子舞曲，青春总是伴随着失落与沮丧，如果要蜕变为最美的花蝴蝶，需要穿越风暴才能展翅飞翔。
    《萤火》：这首标准的JPOP歌曲来自老朋友混核基音的胡臻老师和中村崇人老师联手打造，即使是微弱的光，只要聚集起来就能照亮前路。
```

收錄曲目
| CD   | CD         | CD   | CD                                                              | CD                                           | CD   |
| 曲序 | 曲目       |      | 作曲                                                            | 编曲                                         | 时长 |
| ---- | ---------- | ---- | --------------------------------------------------------------- | -------------------------------------------- | ---- |
| 1.   | 最好的朋友 | 符酷 | on da ground/GIINA/Hwang Yeo Jin/Kim Woong Gi/K.Chozen@NUMBER K | Hwang Yeo Jin/Kim Woong Gi/K.Chozen@NUMBER K | 3:06 |
| 2.   | 花蝴蝶     | 陈怡 | Bull$EyE (AVEC)、real-fantasy                                   | Bull$EyE (AVEC)、real-fantasy                | 3:10 |
| 3.   | 萤火       | 钟文 | 胡臻@混核基音/中村崇人/33click                                  | 胡臻@混核基音、中村崇人                      | 3:45 |

選拔成員
最好的朋友
（Center：袁一琦）
- Team SII：劉增艷（#12）
- Team NII：柏欣妤（#6）、胡曉慧（#14）、韓家樂（#15）、周詩雨（#3）
- Team HII：袁一琦（#1）、王奕（#2）
- Team X：宋昕冉（#5）、楊冰怡（#8）
- GNZ48 Team G：曾艾佳（#11）
- GNZ48 Team NIII：劉力菲（#9）、唐莉佳（#10）、鄭丹妮（#4／兼任SNH48 Team HII）
- GNZ48 Team Z：朱怡欣（#7）
- BEJ48 Team B：黃怡慈（#16／兼任SNH48 Team SII）
- BEJ48 Team E：周湘（#13）

MV在日本拍摄。

#### 第38张EP《致明天》
第38张EP《致明天》由SNH48 GROUP 2024星梦剧院MVP TOP16为选拔阵容。收录《致明天》、《星光》、《初恋》、《新年快乐》四首歌曲。《星光》与《初恋》为SNH48第十一届金曲大赏原创曲。

#### 第39张EP《再见，坏天气》
第39张EP《再见，坏天气》是SNH48 GROUP一年一度的夏日单曲，也是SNH48第十二届年度青春盛典计分单曲，收录《再见，坏天气》《向日葵》两首单曲，MV在泰国曼谷及芭堤雅拍摄。

## 专辑
| 张         | 發行日                                                 | 專輯名稱                         | 發行形式 | 產品編號                                | 版本                                |
| 久尚音樂   | 久尚音樂                                               | 久尚音樂                         | 久尚音樂 | 久尚音樂                                | 久尚音樂                            |
| ---------- | ------------------------------------------------------ | -------------------------------- | -------- | --------------------------------------- | ----------------------------------- |
| 1          | 2014年5月10日 2014年5月16日 2014年6月10日 2014年7月1日 | 《一心向前》                     | CD       | SNH000612 SNH000598 SNH000661 SNH000662 | 標準版 精裝版 標準应援版 全员应援版 |
| 永稻星音樂 |                                                        |                                  |          |                                         |                                     |
| 2          | 2022年3月1日                                           | 《絕無僅有的感動》               | CD 無    |                                         | 標準版 捐贈版                       |
| 3          | 2023年                                                 | 《INTO THE WORLD（重逢的世界）》 | CD       |                                         |                                     |

### 專輯内容
其餘專輯内容：1.一心向前
簡介
《絕無僅有的感動》，為SNH48的第二張專輯，也是SNH48創團十週年紀念精選專輯，由在團代表成員、工作室艺人＋荣誉毕业生、Team SII、Team NII、Team HII、Team X、GNZ48 Team G、GNZ48 Team NIII、GNZ48 Team Z、BEJ48、CKG48成員参与录制。
收錄曲目
| CD   | CD                                     |
| 曲序 | 曲目                                   |
| ---- | -------------------------------------- |
| 1.   | 絕無僅有（在團代表（選拔組））         |
| 2.   | 以十洲的名義（工作室藝人＋榮譽畢業生） |
| 3.   | 我的舞台（Team SII）                   |
| 4.   | 青春不散（Team NII）                   |
| 5.   | 如果有你在（Team HII）                 |
| 6.   | 夢與星光的海上（Team X）               |
| 7.   | 重力（Gravity）（Team G）              |
| 8.   | 不放手（Team NIII）                    |
| 9.   | ZEN（Team Z）                          |
| 10.  | 晨曦下的我們（BEJ48）                  |
| 11.  | 記得你（CKG48）                        |

選拔成員
絕無僅有
- Team SII：段藝璇、劉增艷
- Team NII：胡曉慧、周詩雨
- Team HII：沈夢瑤、袁一琦
- Team X：宋昕冉、楊冰怡
- GNZ48 Team G：陳珂、張瓊予
- GNZ48 Team NIII：鄭丹妮、左婧媛
- GNZ48 Team Z：方琪、唐莉佳
- BEJ48：黃宣綺（兼任SNH48 Team X）
- CKG48：高雪逸

袁一琦首次擔任中心成員。黃宣綺首次參與SNH48 Group主打曲錄製。
以十洲的名義
（Center：鞠婧禕）
- 工作室藝人：鞠婧禕、李藝彤、孫芮、許佳琪
- 榮譽畢業生：戴萌、莫寒、吳哲晗、張語格

原為《遺忘的國度》公演曲。
我的舞台
（Center：段藝璇）
- Team SII：

青春不散
（Center：周詩雨）
- Team NII：

如果有你在
（Center：袁一琦）
- Team HII：

夢與星光的海上
（Center：宋昕冉）
- Team X：

重力（Gravity）
（Center：張瓊予）
- GNZ48 Team G：

不放手
（Center：鄭丹妮）
- GNZ48 Team NIII：

ZEN
（Center：唐莉佳）
- GNZ48 Team Z：

晨曦下的我們
（Center：黃宣綺）
- BEJ48：

記得你
（Center：高雪逸）
- CKG48：

簡介
《重逢的世界》，為SNH48的第三張專輯，也是SNH48星夢劇院十週年精選專輯，由選拔組、Team SII、Team NII、Team HII、Team X、GNZ48 Team G、GNZ48 Team NIII、GNZ48 Team Z、BEJ48、SNH48 Group成員参与录制。
收錄曲目
| CD   | CD                                          |
| 曲序 | 曲目                                        |
| ---- | ------------------------------------------- |
| 1.   | 重逢的世界（選拔組）                        |
| 2.   | 幻鏡（SNH48 Team SII）                      |
| 3.   | 遠方的海（SNH48 Team NII）                  |
| 4.   | 少女的巴別塔（SNH48 Team HII）              |
| 5.   | 命運的帆（SNH48 Team X）                    |
| 6.   | WINKEND（愉快週末）（GNZ48 Team G）         |
| 7.   | 不完美（GNZ48 Team NIII）                   |
| 8.   | 2024年2月29日（GNZ48 Team Z）               |
| 9.   | 榮耀勳章（BEJ48）                           |
| 10.  | FOR THE FUTURE（未來）（SNH48 Group新人組） |

選拔成員
重逢的世界
（Center：周詩雨）
- Team SII：段藝璇
- Team NII：胡曉慧、劉姝賢、周詩雨
- Team HII：沈夢瑤、王奕、袁一琦
- Team X：王曉佳
- GNZ48 Team G：方琪、王秭歆、張瓊予
- GNZ48 Team NIII：劉力菲、鄭丹妮
- GNZ48 Team Z：陳珂
- BEJ48：黃宣綺（兼任GNZ48 Team G）、黃怡慈（兼任SNH48 Team X）

周詩雨首次擔任中心成員。黃怡慈首次參與SNH48 Group主打曲錄製。
幻鏡
（Center：段藝璇）
- SNH48 Team SII：

遠方的海
（Center：周詩雨）
- SNH48 Team NII：

少女的巴別塔
（Center：沈夢瑤）
- SNH48 Team HII：

命運的帆
（Center：楊冰怡）
- SNH48 Team X：

WINKEND（愉快週末）
（Center：張瓊予）
- GNZ48 Team G：

不完美
（Center：鄭丹妮）
- GNZ48 Team NIII：

2024年2月29日
（Center：陳珂）
- GNZ48 Team Z：

榮耀勳章
（Center：黃宣綺、黃怡慈）
- BEJ48：

FOR THE FUTURE（未來）

- SNH48 Group新人組：

## 公演專輯
| 张           | 發行日                     | 标题                | 發行形式     | 產品編號     | 备注               |
| 絲芭文化傳媒 | 絲芭文化傳媒               | 絲芭文化傳媒        | 絲芭文化傳媒 | 絲芭文化傳媒 | 絲芭文化傳媒       |
| ------------ | -------------------------- | ------------------- | ------------ | ------------ | ------------------ |
| 1            | 2017年3月31日              | 《Beautiful World》 | /            | /            | 数码专辑           |
| 2            | 2017年7月2日               | 《第48区》          | /            | /            | 数码专辑           |
| 3            | 2017年10月7日              | 《以愛之名》        | /            | /            | 数码专辑           |
| 4            | 2017年12月22日             | 《命運的X號》       | /            | /            | 数码专辑           |
| 5            | 2018年3月23日              | 《夢想的旗幟》      | /            | /            | Team Ft版 数码专辑 |
| 6            | 2018年5月22日              | 《头号新闻》        | /            | /            | 数码专辑           |
| 7            | 2018年8月13日              | 《心的旅程》        | /            | /            | 数码专辑           |
| 8            | 2018年8月23日              | 《专属派对》        | /            | /            | 数码专辑           |
| 9            | 2018年8月27日              | 《夢想的旗幟》      | /            | /            | Team X版 数码专辑  |
| 10           | 2018年9月3日               | 《代號XII》         | /            | /            | 数码专辑           |
| 11           | 2018年11月24日             | 《雙面偶像》        | /            | /            | 数码专辑           |
| 12           | 2018年11月26日             | 《重生计划》        | /            | /            | 数码专辑           |
| 13           | 2019年4月23日              | 《Girl X》          | /            | /            | 数码专辑           |
| 14           | 2019年5月13日              | 《时之卷》          | /            | /            | 数码专辑           |
| 15           | 2019年6月15日              | 《橘色奇迹》        | /            | /            | 数码专辑           |
| 16           | 2019年12月12日             | 《遗忘的国度》      | /            | /            | 数码专辑           |
| 17           | 2021年7月26日 2021年8月2日 | 《终极任务》        | /            | /            | 数码专辑           |
| 18           | 2022年6月13日              | 《幻镜》            | /            | /            | 数码专辑           |
| 19           | 2023年6月25日              | 《应许之地》        | /            | /            | 数码专辑           |
| 20           | 2024年4月2日               | 《交叉点》          | /            | /            | 数码专辑           |
| 21           | 2024年7月5日               | 《阿尔法之芯》      | /            | /            | 数码专辑           |

## DVD/USB
| 张 | 發行日        | 标题                                                     | 產品編號    | 备注 |
| -- | ------------- | -------------------------------------------------------- | ----------- | ---- |
| 1  | 2013年9月16日 | 《飛翔入手全记录版》                                     | SNH000105   |      |
| 2  | 2014年4月26日 | 《2013公演全記錄》                                       | SNH000569   |      |
| 3  | 2016年1月15日 | 《我的劇場女神公演全記錄》                               | SNH003073   |      |
| 4  | 2017年2月28日 | 《SNH48出道四周年纪念版USB卡》                           | SNH11100568 |      |
| 5  | 2018年3月10日 | 《我的世界还有你——SNH48 GROUP 第四届年度金曲大赏全记录》 | SNH11101681 |      |

## 年度金曲大賞MV
| 發布日期                                                   | 歌曲名稱        | 出演成員 | Center （1號位） | 金曲大賞名次                           |
| ---------------------------------------------------------- | --------------- | --- | ---------------- | -------------------------------------- |
| 2015年4月8日                                               | 《狼与自尊》    | 龚诗淇、易嘉爱 | 龚詩淇           | 第一届B30 第一名（Unit曲第一名）       |
| 2015年9月10日                                              | 《生命之风》    | SNH48 Team SII | 張語格、莫寒     | 第一届B30 第十四名（16人曲第一名）     |
| 2016年2月18日                                              | 《夜蝶》        | 李艺彤、黄婷婷 | 李藝彤           | 第二届B30 第一名（Unit曲第一名）       |
| 2016年8月24日                                              | 《BINGO！》     | SNH48 Team NII（李艺彤、黄婷婷、曾艳芬、易嘉爱、冯薪朵、龚诗琪、何晓玉、林思意、陈问言、陈佳莹、罗兰、周怡、邓艳秋菲、黄彤扬）                                                           | 李艺彤           | 第二届B30 第二名（16人曲第一名）       |
| 2017年12月11日                                             | 《我的舞台》    | SNH48 Team SII（莫寒、戴萌、孔肖吟、许佳琪、张语格、袁雨桢、钱蓓婷、李宇琪、吴哲晗、孙芮、蔣芸、沈之琳、邱欣怡、陈观慧、徐晨辰、潘燕琦、赵晔、温晶婕、徐子轩、成珏、吕一、陈思、冯晓菲） | 莫寒             | 第三届B50 第三名（16人曲第一名）       |
| 2018年12月17日（鞠婧祎版） 2018年1月18日（赵粤、曾艳芬版） | 《Don't touch》 | 鞠婧祎、曾艳芬、赵粤 | 鞠婧祎           | 第三届B50 第一名（Unit曲第一名）       |
| 2018年11月26日                                             | 《光之轨迹》    | SNH48 Team NII（黄婷婷、李艺彤、冯薪朵、陆婷、赵粤、林思意、万丽娜、易嘉爱、张雨鑫、何晓玉、陈佳莹、江真仪、金莹玥、马凡）                                                               | 黄婷婷           | 第四届B50 第二名（16人曲第一名）       |
| 2018年12月21日                                             | 《春夏秋冬》    | 苏杉杉、王诗蒙、冯思佳、张丹三 | 苏杉杉           | 第四届B50 第一名（Unit曲第一名）       |
| 2019年8月7日                                               | 《就差一点点》  | 戴萌、莫寒 | 戴萌             | 第五届B50 年度金曲（Unit曲第一名）     |
| 2019年10月11日                                             | 《笨》          | BEJ48 Team B（段艺璇、青钰雯、胡晓慧、刘姝贤、闫明筠、熊素君、张梦慧、沈小爱、田姝丽、杨鑫、林溪荷、孙晓艳、曲美霖、张羽涵、赵天杨、程戈）                                               | 段艺璇           | 第五届B50 年度金曲队歌（16人曲第一名） |
| 2020年11月17日                                             | 《花之祭》      | SNH48 Team NII（陆婷、张雨鑫、周诗雨、卢天惠、金莹玥、张怡、刘洁、颜沁、赵佳蕊、张茜）                                                                                                   | 陆婷             | 第六届B50 年度荣耀队歌（16人曲第一名） |
| 2020年11月24日                                             | 《人间规则》    | 陆婷 |                  | 第六届B50 年度金曲（Unit曲第一名）     |
| 2021年11月25日                                             | 《Honor》       | SNH48 Team HII（沈梦瑶、袁一琦、许杨玉琢、李佳恩、王奕、张昕、孙珍妮、费沁源、蒋舒婷、林舒晴、姜杉、郝婧怡、冯思佳、郭爽、孙语姗、万丽娜）                                               | 沈梦瑶           | 第七届B50 年度荣耀队歌（16人曲第一名） |
| 2022年11月28日                                             | 《淵》          | 蔣芸、王曉佳 |                  | 第八届B50 年度金曲                     |
| 2023年10月20日                                             | 《失憶》        | 王奕、周詩雨 |                  | 第九届B50 年度金曲                     |
| 2024年1月8日                                               | 《遠方的海》    | SNH48 Team NII | 周詩雨           | 第九届B50 年度榮耀隊歌                 |

## 参与音樂影片
| 發布日         | 标题                   | 出演成員                                                                   | 备注                                                 |
| -------------- | ---------------------- | -------------------------------------------------------------------------- | ---------------------------------------------------- |
| 2016年7月5日   | 《夏日甜心》           | 李艺彤、費沁源                                                             | 综艺节目《夏日甜心》主题曲                           |
| 2018年2月11日  | 《中国》               | 謝妮、趙粵、費沁源、林思意、費沁源、黃恩茹                                 | 中央电视台贺岁MV                                     |
| 2018年11月16日 | 《未来已来》           | 鞠婧祎、黄婷婷                                                             | 中国青年报MV                                         |
| 2019年5月8日   | 《爱的阳光》           | BEJ48                                                                      | 中国残疾人福利基金会、中国残疾人事业新闻宣传促进会MV |
| 2019年10月17日 | 《추억이 돼줘 고마워》 | 李佳恩                                                                     | Fly To The Sky出道20周年MV                           |
| 2020年2月1日   | 《讓世界充滿愛》       | 莫寒、段藝璇、張語格、許佳琪、宋昕冉、戴萌、孫芮、蘇杉杉、費沁源、許楊玉琢 | 綜藝節目《青春有你2》「戰疫」MV                      |
| 2020年3月25日  | 《YES!OK!》            | 莫寒、段藝璇、張語格、許佳琪、宋昕冉、戴萌、孫芮、蘇杉杉、費沁源、許楊玉琢 | 綜藝節目《青春有你2》MV                              |
| 2020年4月8日   | 《青春如火》           | 孔肖吟、徐晨辰、易嘉愛、劉姝賢、青鈺雯、張懷瑾、曾艾佳、劉力菲、方琪       | 醫務青年抗疫公益歌曲                                 |
| 2020年5月10日  | 《你最最最重要》       | 趙粵、陳珂、黃恩茹、陳倩楠、馬玉靈、孫珍妮、李佳恩                         | 綜藝節目《創造營2020》MV                             |
| 2020年5月12日  | 《我的世界我的愛》     | 李釗、陳琳、祁靜                                                           | 護士節歌曲                                           |

## 其他歌曲
| 發布日         | 标题                         | 演唱成員 | 作词                 | 作曲                             | 编曲                 | 备注 |
| -------------- | ---------------------------- | --- | -------------------- | -------------------------------- | -------------------- | --- |
| 2014年1月18日  | 《流着淚微笑》               | 徐晨辰 | 上海星四芭           | 井上义正                         | 井上义正             | |
| 2014年10月14日 | 《化作北极星》               | 鞠婧祎、孔肖吟、李宇琪、林思意、莫寒、徐晨辰、唐安琪、易嘉爱                                                               | 顾瑞                 | 横健介                           | 横健介               | 电视剧《万万没想到》主题曲                                                                                 |
| 2014年12月18日 | 《浪漫圣诞夜》               | 吴哲晗、邱欣怡、赵嘉敏、鞠婧祎、张语格、李艺彤、莫寒、许佳琪、陈思、陈观慧、李宇琪、龚诗淇、戴萌、易嘉爱、孔肖吟、徐晨辰   | 上海星四芭           | 奥田もとい                       | 奥田もとい           | |
| 2015年1月19日  | 《缘尽世间》                 | 許佳琪、趙嘉敏、鞠婧禕 | 张康明               | 张康明                           | 张康明               | 游戏《魔天劫》主題曲                                                                                       |
| 2015年1月31日  | 《星夢之光》                 | 2014 TOP16 | Skeeter Davis        | Skeeter Davis                    | Skeeter Davis        | 改編自歌曲《The End of the World》 由成員吳燕文填詞                                                        |
| 2015年3月5日   | 《羊咩咩》                   | TeamSII、Team NII、Team HII                                                                                                | 上海星四芭           | 板垣祐介                         | 板垣祐介             | 百事可乐宣传曲                                                                                             |
| 2015年3月24日  | 《無處可逃》                 | 戴萌、孔肖吟、莫寒、鞠婧禕、趙粵                                                                                           | 滕少、诸振豪         | 重永亮介                         | 重永亮介             | 游戏《反恐精英Online 2》主題曲                                                                             |
| 2015年6月3日   | 《酷跑Run To You》           | 鞠婧祎、林思意、易嘉爱、李艺彤、刘炅然、徐晗                                                                               | 梁丞赫、옌난         | 梁丞赫                           | 梁丞赫               | 游戏《天天酷跑初夏版》主題曲                                                                               |
| 2015年6月26日  | 《奔跑卡路里》               | 馮薪朵、龔詩淇、黃婷婷、何曉玉、易嘉愛、曾艷芬                                                                             | 当                   | 罗威                             | 罗威                 | 综艺节目《奔跑卡路里》主題曲                                                                               |
| 2015年7月25日  | 《夢想高飛》                 | SNH48全員 | John Newton          | James P.Carrell、David S.Clayton | 郭申生               | 改編自歌曲《Amazing Grace》，由成員吳燕文填詞                                                              |
| 2015年9月8日   | 《释FUN不安分》              | 2015 TOP16 | 小7                  | 滕少                             | 黄雨勳               | 游戏《上古世纪》主題曲                                                                                     |
| 2015年10月1日  | 《魔法旋律》                 | Team X | 许少荣               | 黎允文                           | 黎允文               | 电影《巴啦啦小魔仙之魔箭公主》主題曲                                                                       |
| 2015年12月21日 | 《3345》                     | 吳哲晗、徐晨辰、許佳琪、黃婷婷、陸婷、萬麗娜、劉炅然、劉佩鑫、徐晗                                                         | 甘世佳               | Dong JianJian                    | Dong JianJian        | 综艺节目《國民美少女》主題曲                                                                               |
| 2016年2月16日  | 《小豬歌》                   | 王柏碩、吳燕文、許楊玉琢、張昕                                                                                             | 陈曦                 | 董冬冬                           | 董冬冬               | 电影《年獸大作戰》宣傳曲                                                                                   |
| 2016年4月23日  | 《入夢》                     | 鞠婧祎、李藝彤、郝婉晴、刘炅然、徐晗                                                                                       | 張志林、王蔚芝       | 張志林                           | 張志林               | 《夢幻西遊》動畫片主題曲                                                                                   |
| 2016年6月16日  | 《追光-目標彈彈島》          | 莫寒、李藝彤、楊韞玉 | 易贝儿               | 高永滕                           | 小冷                 | 游戏《彈彈島2》主題曲                                                                                      |
| 2016年7月2日   | 《早安夢幻島》               | Team X | 王奕                 | 魏诗泉                           | 魏诗泉、高桥良尔     | 电影《超能太陽鴨》主題曲                                                                                   |
| 2016年7月30日  | 《比翼齊飛》                 | SNH48、BEJ48、GNZ48 | Brendan Graham       | Rolf Løvland                     | 赵瑟                 | 改編自歌曲《You Raise Me Up》 由成員吴燕文、张韵雯、严佼君、罗雪丽、苏杉杉、张笑盈、冯嘉希填詞             |
| 2016年10月31日 | 《回合》                     | 黃婷婷、鞠婧禕、李藝彤 | 王铮                 | イトヲカシ                       | イトヲカシ           | 游戏《夢幻西遊》主題曲                                                                                     |
| 2017年1月12日  | 《生日快樂》                 | 袁雨楨、馮薪朵、萬麗娜、劉炅然、孫珍妮、謝妮、許楊玉琢、楊惠婷、邵雪聰、宋昕冉、楊韞玉、陳音、費沁源、洪珮雲、於佳怡       | 张鹏鹏               | 姜帆                             | 谢维                 | SNH48四週年主題曲                                                                                          |
| 2017年3月13日  | 《好友创可贴》               | Team SII | 鸭毛                 | 鸭毛                             | 鸭毛                 | 白色情人节版                                                                                               |
| 2017年5月5日   | 《梦想家》                   | 鞠婧祎、Team X、Team J | 鞠婧祎               |                                  |                      | 央视五四晚会版                                                                                             |
| 2017年7月20日  | 《御龍傾天下》               | 李藝彤、趙粵、劉炅然、宋昕冉、費沁源                                                                                       | Willen、苗柏楊       | 何亮詞                           |                      | 游戏《禦龍在天》主題曲                                                                                     |
| 2017年7月29日  | 《我心翱翔》                 | SNH48、BEJ48、GNZ48、SHY48                                                                                                 | Reuben Mrgan         | Reuben Mrgan                     | Reuben Mrgan         | 改編自歌曲《Still》 由成員吴燕文、熊心瑤                                                                   |
| 2017年8月28日  | 《醉清风》                   | 戴萌、莫寒、许佳琪、吴哲晗、冯薪朵、陆婷                                                                                   | 薛永嘉               | MARKO                            | 谢维                 | 七夕单曲                                                                                                   |
| 2017年9月15日  | 《逐夢演藝圈》               | Team XII | 畢志飛               | 畢志飛                           | 畢志飛               | 《純潔心靈·逐夢演藝圈》主題曲                                                                              |
| 2017年9月30日  | 《歌唱祖国》                 | 莫寒、张语格、黄婷婷、赵粤、许杨玉琢、杨冰怡、姜杉                                                                         | 王莘                 | 王莘                             | 王莘                 | |
| 2017年9月30日  | 《梦想开始的地方》           | Team SII | 上善                 | 赵麟                             | 赵麟                 | 第五批“中国梦”主题新创作歌曲展播曲目，在中国中央电视台、中央人民广播电台、中国大陆各级电视台、广播电台播出 |
| 2018年2月2日   | 《我的世界还有你》           | 莫寒、易嘉愛、謝妮、杨冰怡、費沁源                                                                                         | 小7                  | ASPJ                             | ASPJ                 | SNH48出道五周年纪念歌曲                                                                                    |
| 2018年3月27日  | 《輪迴訣》                   | 莫寒、吳哲晗、黃婷婷、陸婷、林思意、費沁源                                                                                 | 小7                  | ASPJ                             | ASPJ                 | 游戏《輪迴訣》主題曲                                                                                       |
| 2018年5月31日  | 《公虾米》                   | 張語格、馮薪朵、謝妮、趙粵、張怡、宋昕冉、王曉佳、張丹三                                                                   | 徐杰                 | 俞隆华                           | 俞隆华               | 电影《龙虾刑警》片尾曲 与宋小宝、周云鹏                                                                    |
| 2018年7月9日   | 《Ready!Go!》                | 《梦想演播厅》66名竞演成员                                                                                                 | 小7                  | MONSTER FACTORY                  | MONSTER FACTORY      | 综艺节目《梦想演播厅》主题曲                                                                               |
| 2018年7月24日  | 《热情的沙漠》               | 吕一、李宇琪、孙芮、莫寒、馮薪朵、黄婷婷、趙粵、万丽娜                                                                     | 李洁心               | 加瀬邦彦                         | 王治平               | 湾仔码头宣传曲                                                                                             |
| 2018年7月28日  | 《砥礪前行》                 | SNH48、BEJ48、GNZ48、SHY48、CKG48                                                                                          | J·P·奧德威           | J·P·奧德威                       | J·P·奧德威           | 改編自歌曲《Dreaming of Home and Mother》 由成員吴燕文填词                                                 |
| 2018年10月28日 | 《万圣节之夜2018》           | Team HII | 甘世佳               | 井上义正                         | 井上义正             | |
| 2018年11月15日 | 《着魔》                     | 莫寒、邵雪聪、吴哲晗、徐晨辰、易嘉爱、张怡                                                                                 | 小宝、冯雪阳         | 叶澍晖                           | 叶澍晖               | 游戏《地下城与勇士》宣传曲                                                                                 |
| 2018年12月30日 | 《红运当头》                 | 李宇琪、钱蓓婷、冯薪朵、黄婷婷、陆婷、易嘉爱、赵粤、张怡、费沁源、万丽娜                                                   | 庆余                 | 陈歌辛                           | 陈歌辛               | 灣仔碼頭宣傳曲 改編自歌曲《Dreaming of Home and Mother》                                                   |
| 2019年4月2日   | 《加油女孩》                 | 黄婷婷、冯薪朵、陆婷、莫寒、赵粤、许佳琪、戴萌、钱蓓婷、谢蕾蕾、吴哲晗、孔肖吟、苏杉杉、段艺璇、张语格                     | 甘世佳               | ASPJ                             | ASPJ                 | SNH48 Group第二届偶像运动会主题曲                                                                          |
| 2019年9月9日   | 《花儿为什么这样红》         | 李艺彤、莫寒、段艺璇、苏杉杉、谢蕾蕾、郑丹妮                                                                               | 雷振邦               | 雷振邦                           | 程天禹               | 建国70周年纪念曲                                                                                           |
| 2019年9月28日  | 《一起888》                  | 许佳琪、宋昕冉、费沁源、孙珍妮                                                                                             | 途虎养车             | ASPJ                             | ASPJ                 | 途虎养车8周年广告宣传插曲                                                                                  |
| 2020年1月2日   | 《冬日(翻唱版)》             | 孔肖吟、袁一琦 | 郭德紫毅             | Mu_Chan                          | Mu_Chan              | 原为《遗忘的国度》公演曲                                                                                   |
| 2020年2月15日  | 《春日(翻唱版)》             | 祁靜 | 甘世佳               | ASPJ                             | ASPJ                 | 原为《時之卷》公演曲                                                                                       |
| 2020年3月7日   | 《冬日》                     | 鞠婧祎、万丽娜、姜杉、陈思、陈琳                                                                                           | 郭德紫毅             | Mu_Chan                          | Mu_Chan              | 原为《遗忘的国度》公演曲                                                                                   |
| 2020年3月20日  | 《画(青春有你2)》            | 莫寒、段艺璇、宋昕冉、孙芮、苏杉杉、费沁源                                                                                 | 郭德紫毅             | CLEANUP HITTER、Muna             | CLEANUP HITTER、Muna | 原为《时之卷》公演曲                                                                                       |
| 2020年3月30日  | 《愛未央》                   | 鞠婧祎、陈琳 | 傅锦川               | 张宴菁                           | 张宴菁               | 原为《第48區》公演曲                                                                                       |
| 2020年4月8日   | 《愛無限》                   | 張怡、袁一琦、王曉佳 | 賈甲                 | 彭重遠                           | 彭重遠               | 動畫片《無限少女48》主題曲                                                                                 |
| 2020年4月26日  | 《启辰星》                   | 陆婷、冯晓菲、周诗雨、刘增艳、姜杉、张雨鑫、陈观慧、徐晨辰、张怡、蒋芸、祁静、邵雪聪、张茜、赵佳蕊、李昭、谢天依           | 唐恬                 | Maorro                           | Maorro               | 東風啟辰汽車宣傳曲                                                                                         |
| 2020年5月9日   | 《睫毛弯弯》                 | 孫珍妮、趙粵、陳珂、陳倩楠、黃恩茹、馬玉靈、李佳恩                                                                         | 严云农/陈思宇/姚小民 | 曹格                             | 胡臻                 | 騰訊視頻節目《創造營2020》參賽成員                                                                         |
| 2020年6月17日  | 《爱无限》                   | 易嘉爱、张怡、王晓佳、袁一琦                                                                                               | 贾甲                 | 彭重远                           | 彭重远               | 动画《无限少女48》OST                                                                                      |
| 2020年12月22日 | 《新年这一刻（丝芭家族版）》 | 鞠婧祎、李艺彤、莫寒、张语格、孔肖吟、戴萌、钱蓓婷、7SENSES、SNH48、BEJ48、GNZ48、CKG48                                    | 甘世佳               | Shaliponte                       |                      | 2021年SNH48 FAMILY GROUP新年单曲 原為第14張EP《新年這一刻》主打曲                                          |
| 2021年4月27日  | 《加油女孩2021》             | 孫芮、陸婷、宋昕冉、沈夢瑤、段藝璇、蘇杉杉、左婧媛、楊冰怡、許楊玉琢、張昕、袁一琦、王曉佳、費沁源、鄭丹妮                 | 甘世佳               | ASPJ                             | ASPJ                 | SNH48 FAMILY第三届偶像运动会主题曲                                                                         |
| 2021年6月29日  | 《红星歌》                   | 孙芮、陆婷、宋昕冉、沈梦瑶、段艺璇、苏杉杉、杨冰怡、许杨玉琢、张昕、袁一琦、王晓佳、费沁源、上海彩虹室内合唱团（联合演唱） | 邬大为、魏宝贵       | 傅庚辰                           | 徐肖、吴经纬         | 建党100周年纪念曲                                                                                          |
| 2021年12月30日 | 《甜蜜盛典2022》             | 袁一琦、沈梦瑶、段艺璇、杨冰怡、许杨玉琢、张昕、王晓佳、费沁源、王奕、周诗雨、许佳琪                                       | 甘世佳               | ASPJ                             | ASPJ                 | 原為第18張EP《甜蜜盛典》主打曲                                                                             |

| 發布日         | 标题                         | 出演成員 | Center         | 备注                                                              |
| -------------- | ---------------------------- | --- | -------------- | ----------------------------------------------------------------- |
| 2014年5月14日  | 《足球派对》                 | Team NII（万丽娜、冯薪朵、唐安琪、龚诗淇、徐言雨、陈佳莹、林思意、曾艳芬、鞠婧祎、陆婷、陈问言、李艺彤、何晓玉、赵粤、易嘉爱、黄婷婷、孟玥、罗兰） | 萬麗娜         | 2014年巴西世界杯纪念单曲                                          |
| 2015年1月19日  | 《缘尽世间》                 | 許佳琪、趙嘉敏、鞠婧禕 | 鞠婧禕         | 游戏《魔天劫》主題曲                                              |
| 2015年3月5日   | 《洋咩咩》                   | Team SII、Team NII、Team HII | 万丽娜         | 百事可乐宣传曲                                                    |
| 2015年3月24日  | 《無處可逃》                 | 戴萌、孔肖吟、莫寒、鞠婧禕、趙粵 | 鞠婧禕         | 游戏《反恐精英Online 2》主題曲                                    |
| 2015年6月11日  | 《星梦之光》                 | 2014 TOP 16 | 吴哲晗         | 原曲《The end of the world》                                      |
| 2015年8月14日  | 《梦想高飞》                 | SNH48 | 吴哲晗         | SNH48第二屆總選舉主題曲                                           |
| 2015年6月30日  | 《馬尾與髮圈2015》           | Team NII、Team HII | 鞠婧禕、劉炅然 |                                                                   |
| 2015年9月8日   | 《释FUN不安分》              | 2015 TOP16 | 趙嘉敏         | 游戏《上古世纪》主題曲                                            |
| 2015年11月19日 | 《獻給明天的吻》             | 陈观慧、钱蓓婷、孙芮、徐晨辰 | 陳觀慧         |                                                                   |
| 2016年4月12日  | 《梅洛斯之路》               | Team X（邵雪聪、张丹三、宋昕冉、杨韫玉、王束、冯晓菲、李钊、张韵雯、杨冰怡、孙歆文、王晓佳、陈琳、汪佳翎、谢天依、闫明筠、孙静怡）                 | 邵雪聰         | FAMIKU VR游戏主题曲                                               |
| 2016年6月16日  | 《追光 - 目標彈彈島》        | 莫寒、李藝彤、楊韞玉 | 李藝彤         | 手机游戏《彈彈島2》主題曲                                         |
| 2016年7月1日   | 《早安夢幻島》               | Team X（邵雪聪、宋昕冉、张丹三、杨韫玉、李钊、陈琳、孙歆文、闫明筠、王束、李晶、冯晓菲、杨冰怡、张韵雯、王佳翎）                                   | 邵雪聰         | 电影《超能太陽鴨》主題曲                                          |
| 2016年7月23日  | 《入梦》                     | 鞠婧祎、郝婉晴、李艺彤、刘炅然、徐晗 | 鞠婧祎         | 《梦幻西游》动画片主题曲                                          |
| 2016年7月25日  | 《星願》                     | 鞠婧祎、万丽娜、李艺彤、冯薪朵、陆婷、何晓玉、陈问言、费沁源                                                                                       | 鞠婧禕         | 騰訊應用寶「就要玩在一起」TVC主題曲                               |
| 2016年10月31日 | 《回合》                     | 黃婷婷、鞠婧禕、李藝彤 | 鞠婧禕         | 游戏《夢幻西遊》主題曲                                            |
| 2017年1月12日  | 《生日快樂》                 | 冯薪朵、万丽娜、刘炅然、宋昕冉、洪珮雲、谢妮、杨惠婷、许杨玉琢、费沁源、邵雪聪、杨韫玉、於佳怡、孙珍妮、陈音                                       | 馮薪朵         | SNH48四週年主題曲                                                 |
| 2017年3月14日  | 《好友创可贴》               | Team SII（莫寒、李宇琪、陈观慧、许佳琪、戴萌、陈思、沈之琳、张语格、钱蓓婷、吴哲晗、蒋芸、袁雨桢、徐子轩、孙芮、孔肖吟、徐晨辰）                   | 莫寒           | 白色情人节纪念版                                                  |
| 2017年7月20日  | 《御龍傾天下》               | 李藝彤、劉炅然、宋昕冉、費沁源 | 李藝彤         | 游戏《禦龍在天》主題曲                                            |
| 2017年7月29日  | 《我心翱翔》                 | 鞠婧祎、李艺彤、黄婷婷、曾艳芬、冯薪朵、莫寒、陆婷、张语格、赵粤、邱欣怡、许佳琪、戴萌、林思意、万丽娜、刘炅然、张丹三                             | 鞠婧祎         | SNH48 Group第四届总决选主題曲                                     |
| 2017年9月30日  | 《歌唱祖国》                 | 易嘉爱、黄婷婷、莫寒、赵粤、张语格、许杨玉琢、杨冰怡、姜杉                                                                                         | 易嘉爱         |                                                                   |
| 2017年9月30日  | 《梦想开始的地方》           | Team SII（莫寒、戴萌、李宇琪、陈思、孔肖吟、袁丹妮、冯晓菲、吕一、潘燕琦、吴哲晗、成珏、孙芮、蒋芸、徐子轩、钱蓓婷、徐晨辰）                       | 莫寒           | 「中国梦」主题新创歌曲                                            |
| 2018年3月27日  | 《輪迴訣》                   | 黄婷婷、陆婷、莫寒、林思意、吴哲晗、费沁源 | 黄婷婷         | 游戏《輪迴訣》主題曲                                              |
| 2018年5月31日  | 《公虾米》                   | 冯薪朵、赵粤、张语格、谢妮、宋昕冉、张丹三、王晓佳、张怡                                                                                           | 馮薪朵、趙粵   | 电影《龙虾刑警》片尾曲 与宋小宝、周云鹏                           |
| 2018年7月24日  | 《热情的沙漠》               | 黄婷婷、李宇琪、冯薪朵、赵粤、万丽娜、孙芮、吕一                                                                                                   | 黄婷婷         | 灣仔碼頭宣傳曲                                                    |
| 2018年8月3日   | 《Ready! Go!》               | 《梦想演播厅》66名竞演成员 | 李宇琪         | 《梦想演播厅》主题曲                                              |
| 2018年8月10日  | 《砥礪前行》                 | SNH48、BEJ48、GNZ48、SHY48、CKG48 | 李艺彤         | SNH48 Group第五届总决选主题曲                                     |
| 2018年12月30日 | 《红运当头》                 | 李宇琪、钱蓓婷、冯薪朵、黄婷婷、陆婷、易嘉爱、赵粤、张怡、费沁源、万丽娜                                                                           | 黄婷婷         | 灣仔碼頭宣傳曲                                                    |
| 2019年4月18日  | 《加油女孩》                 | 黄婷婷、冯薪朵、陆婷、莫寒、赵粤、许佳琪、戴萌、钱蓓婷、谢蕾蕾、吴哲晗、孔肖吟、苏杉杉、段艺璇、张语格                                             | 黄婷婷         | SNH48 Group第二届偶像运动会主题曲                                 |
| 2019年9月27日  | 《我和我的祖国》             | SNH48 Group | 李艺彤         |                                                                   |
| 2020年12月25日 | 《新年这一刻（丝芭家族版）》 | 鞠婧祎、李艺彤、莫寒、张语格、孔肖吟、戴萌、钱蓓婷、7SENSES、SNH48、BEJ48、GNZ48、CKG48                                                            | 鞠婧禕         | 2021年SNH48 FAMILY GROUP新年单曲 原為第14張EP《新年這一刻》主打曲 |
| 2021年4月21日  | 《加油女孩2021》             | 孫芮、陆婷、宋昕冉、沈夢瑶、段藝璇、蘇杉杉、杨冰怡、許杨玉琢、張昕、袁一琦、王晓佳、费沁源、鄭丹妮                                                 | 孫芮           | SNH48 Group第三届偶像运动会主题曲                                 |
| 2021年6月29日  | 《红星歌》                   | 孙芮、陆婷、宋昕冉、沈梦瑶、段艺璇、苏杉杉、杨冰怡、左婧媛、许杨玉琢、张昕、袁一琦、王晓佳、费沁源、上海彩虹室内合唱团（联合演唱）                 |                | 建党100周年纪念曲                                                 |
| 2021年7月25日  | 《青春是盲盒呀》             | 孙芮、袁一琦、许杨玉琢、由淼、陈琳、祁静、孙语姗、闫明筠、谢天依、温晶婕、赵佳蕊、颜沁、杨宇馨、张睿婕、潘璐瑶、卞楚娴、禹佳蔚                     | 孙芮           | 电影《燃野少年的天空》开场舞                                      |
| 2021年12月30日 | 《甜蜜盛典2022》             | 袁一琦、沈梦瑶、宋昕冉、段艺璇、许佳琪、许杨玉琢、杨冰怡、王晓佳、王奕、张昕、周诗雨、费沁源                                                       | 袁一琦         | 原為第18張EP《甜蜜盛典》主打曲                                    |
| 2023年3月6日   | 《失憶（UNAWARE）》          | 王奕、周詩雨 |                |                                                                   |

| 發布日        | 标题                     | 原唱           | 作词     | 作曲                                                                                                   | 编曲           | 备注                       |
| ------------- | ------------------------ | -------------- | -------- | --- | -------------- | -------------------------- |
| 2020年5月29日 | 《你要跳舞嗎》           | 新裤子樂隊     | 彭磊     | 彭磊                                                                                                   | 新裤子樂隊     |                            |
| 2020年6月5日  | 《你好毒》               | 張學友         | Joan Wu  | 王一隆                                                                                                 | Terence Teo    |                            |
| 2020年6月12日 | 《夢不落雨林》           | 張藝興         | 潘彦廷   | 張藝興、PinkSlip、Anthony Pavel、MZMC                                                                  | 張藝興         |                            |
| 2020年6月19日 | 《殺破狼》               | JS             | 陳忠義   | 陳忠義                                                                                                 | 陳忠義         |                            |
| 2020年6月26日 | 《大藝術家》             | 蔡依林         | 嚴雲農   | Robin Jessen，Anna Judith Wik，Nermin Harambasic，Ronny Svendsen，Charite Viken Reinas，Eirik Johanson | 林邁可         |                            |
| 2020年7月3日  | 《Never Surrender》      | 十一少年的秋天 | 袁浩男   | 薛伯特                                                                                                 | 宋阳           |                            |
| 2020年7月10日 | 《Y'all Don't Touch It》 | R1SE、SNH48    | 张颜齐   | 周震南、赵磊                                                                                           | 韩星洲         | 与R1SE、原创歌曲           |
| 2020年7月17日 | 《花園舞曲》             | SNH48          | 郭德紫毅 | 清水裕太                                                                                               | 清水裕太、胡臻 | 原为《遗忘的国度》公演曲   |
| 2020年7月23日 | 《魔女的诗篇》           | SNH48          | 黄俊朗   | ASPJ                                                                                                   | ASPJ           | 原为《魔女的诗篇》EP收录曲 |

《炙熱的我們》成員：吳哲晗、陸婷、孔肖吟、沈夢瑤、袁一琦、張昕、楊冰怡、王曉佳、青鈺雯、劉力菲、鄭丹妮、張瓊予（陳琳、劉增艷、汪佳翎、謝天依于第一期助演）

## 动画片
| 播出年份 | 名称           | 播出平台 | 状态   | 备注   |
| -------- | -------------- | -------- | ------ | ------ |
| 2020年   | 《无限少女48》 | 腾讯视频 | 已完结 | 共12话 |

## 书籍
| 發行年份 | 标题                            | 性质   | 状态   | 备注   |
| -------- | ------------------------------- | ------ | ------ | ------ |
| 2016年   | 《羽仙歌》                      | 漫画   | 已完结 | 共18话 |
| 2016年   | 《只有你听见——与SNH48一起生活》 | 漫画   | 已完结 | 共59话 |
| 2018年   | 《重生计划》                    | 小说   | 已完结 | 共16章 |
| 2019年   | 《时之卷》                      | 小说   | 已完结 | 共16章 |
| 2019年   | 《倾国策之西方有佳人》          | 有声书 | 连载中 |        |

## 外部連結
- 官方网站
- 官网的唱片专页 （页面存档备份，存于）
- 《无尽旋转》官网的专页 （页面存档备份，存于）
- 《飞翔入手》官网的专页 （页面存档备份，存于）
- 《爱的幸运曲奇》官网的专页 （页面存档备份，存于）
- 《心电感应》官网的专页 （页面存档备份，存于）
- 《一心向前》官网的专页 （页面存档备份，存于）
- 《呜吒（UZA）》官网的专页 （页面存档备份，存于）
- 《青春的约定》官网的专页 （页面存档备份，存于）
- 《雨季之后》官网的专页 （页面存档备份，存于）
- 《盛夏好声音》官网的专页 （页面存档备份，存于）
- 《万圣节之夜》官网的专页 （页面存档备份，存于）
- 《新年的钟声》官网的专页 （页面存档备份，存于）
- 《源动力》官网的专页（页面存档备份，存于）
- 《梦想岛》官网的专页（页面存档备份，存于）
- 《公主披风》官网的专页（页面存档备份，存于）
- 《新年这一刻》官网的专页（页面存档备份，存于）
- 《彼此的未来》官网的专页（页面存档备份，存于）
- 《夏日柠檬船》官网的专页（页面存档备份，存于）
- 《那不勒斯的黎明》官网的专页（页面存档备份，存于）
- 《甜蜜盛典》官网的专页（页面存档备份，存于）
- 《未来的乐章》官网的专页（页面存档备份，存于）
- 《森林法则》官网的专页（页面存档备份，存于）
- 《魔女的诗篇》官网的专页（页面存档备份，存于）
- 《此刻到永远》官网的专页（页面存档备份，存于）
- 《我们的旅程》官网的专页（页面存档备份，存于）
- 《那年夏天的梦》官网的专页（页面存档备份，存于）
- 《时间的歌》官网的专页（页面存档备份，存于）
- 《青春之翼》官网的专页 （页面存档备份，存于）
- 《天晴了》官网的专页（页面存档备份，存于）
- 《Take me》官网的专页 （页面存档备份，存于）
- 《F.L.Y成長三部曲》官網的專頁 （页面存档备份，存于）
- 《怦然心動》官網的專頁 （页面存档备份，存于）
- 《花戎》官網的專頁 （页面存档备份，存于）
- 《絕無僅有的感動》官網的專頁 （页面存档备份，存于）
- 《海砂》官網的專頁 （页面存档备份，存于）
- 《丝路》官網的專頁 （页面存档备份，存于）
- 《重逢的世界》官網的專頁 （页面存档备份，存于）
- 《爱的回响》官網的專頁 （页面存档备份，存于）